# Hunok

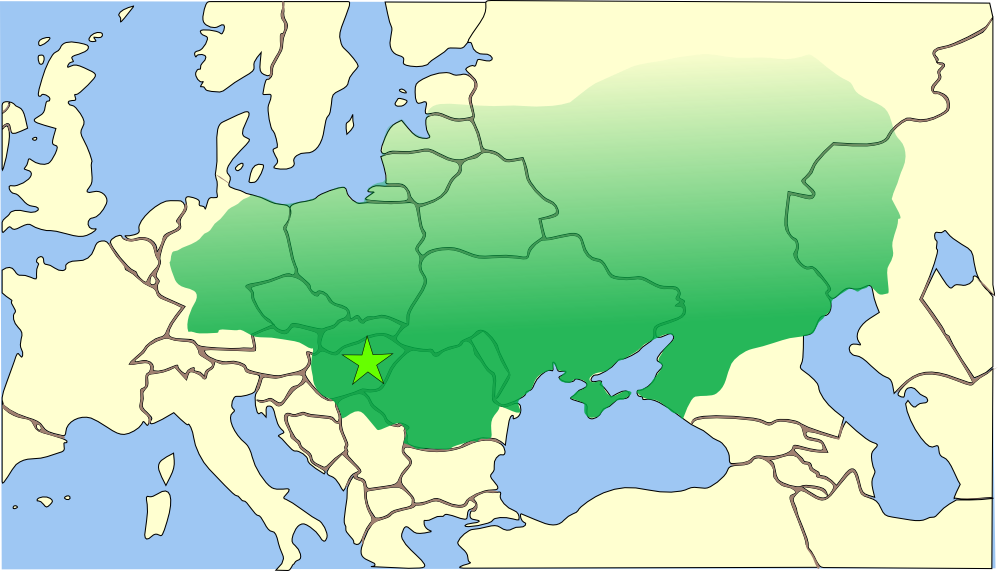
Az európai hunok birodalmának feltételezett kiterjedése Attila halála idején, a 453. évben

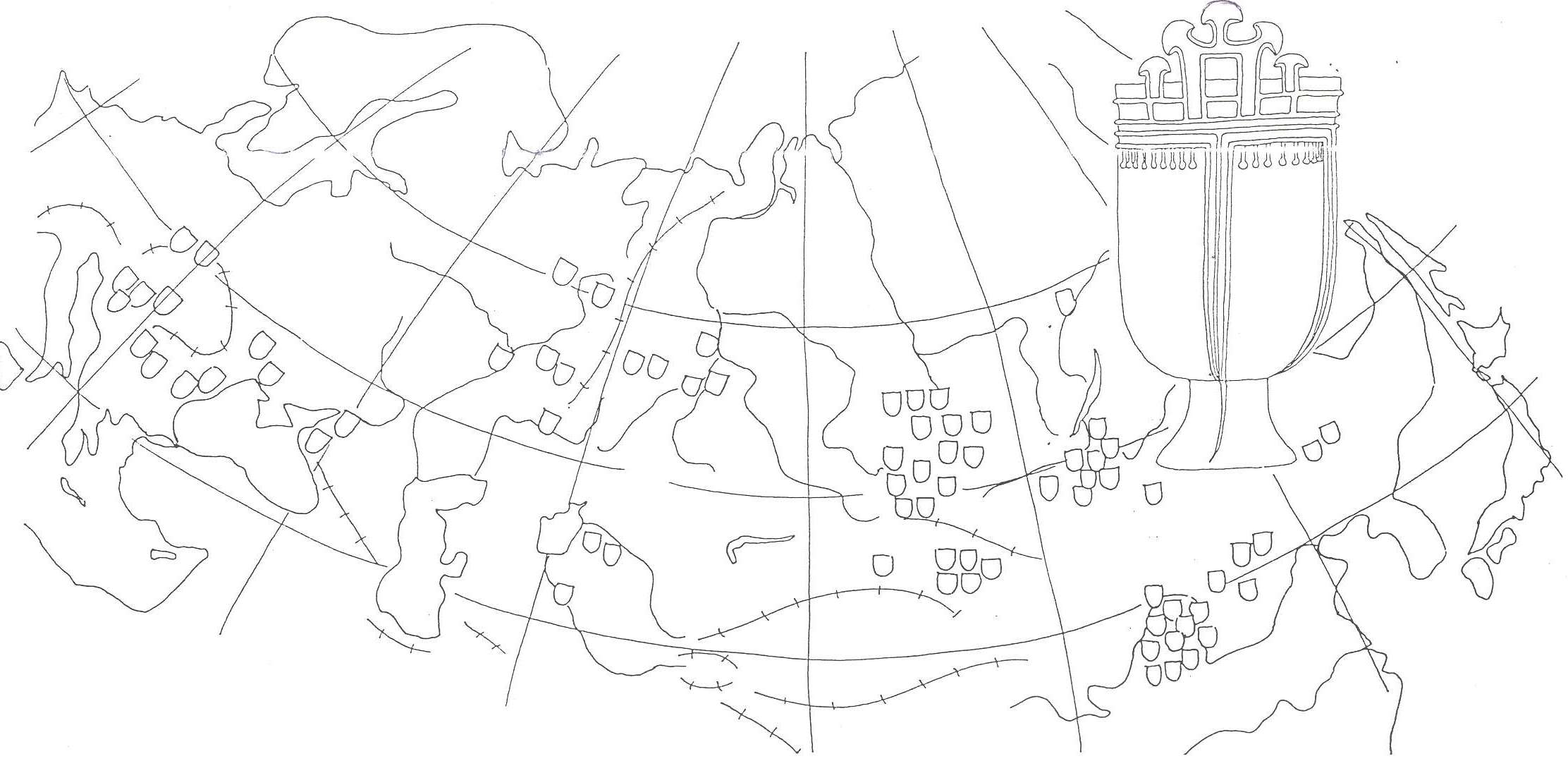
A hsziungnu és hun bronzüstök elterjedési területe Eurázsiában, Érdy Miklós gyűjtése nyomán

A hunok néven ismert népességet részben kelet-európai, részben belső-ázsiai eredetű pásztorkodó lovasnépek alkották. Nyelvük, legalábbis az uralkodó népességé, valószínűleg a török nyelvek közé tartozhatott, de vannak hívei az iráni, mongol, sőt a jenyiszeji nyelvek közé sorolásának is. Birodalmuk – melynek központja egy időben a Kárpát-medence volt – írott források alapján jól ismert, a hunok társadalmáról azonban viszonylag kevés feljegyzéssel rendelkezünk.
A 2020-as évek archeogenetikai kutatásai alátámasztják a kínai történészek nézetét, miszerint a hsziungnuk voltak a későbbi hunok – azaz a közép-ázsiai és európai hunok – ősei. Ezt már az is alátámasztotta, hogy a szogdok a hsziungnukat xwn (khun) névvel illették, helyénvaló tehát a hsziungnukat ázsiai hunoknak is címezni. Róna-Tas András szerint az európai hunokra nézve ez azonban csak annyit jelent, hogy közöttük a hsziungnu főnemesség fontos szerepet játszott, ha nem is feltétlenül meghatározót.
A heftalitákat, avagy fehér hunokat is, hasonlóképpen, a hsziungnuk utódainak tartják.
Az európai történészek egy része kételkedett az európai hunok hsziungnu származásában. Walter Pohl, a népvándorlás korával foglalkozó osztrák történész ezzel kapcsolatban a következőket fogalmazta meg: „Minden, amit biztosan tudhatunk a hunok nevéről, hogy a pusztai harcos népek egy tekintélyes hatalmi elitjére utal a késő ókor időszakában.”

## A „hun” név jelentése
Németh Gyula szerint a hunok nyelve – személynevek, illetve a hun népnév alapján – török, közelebbről köztörök lehetett. A „hun” név pedig a törökben stb. „ember” jelentéssel bír.

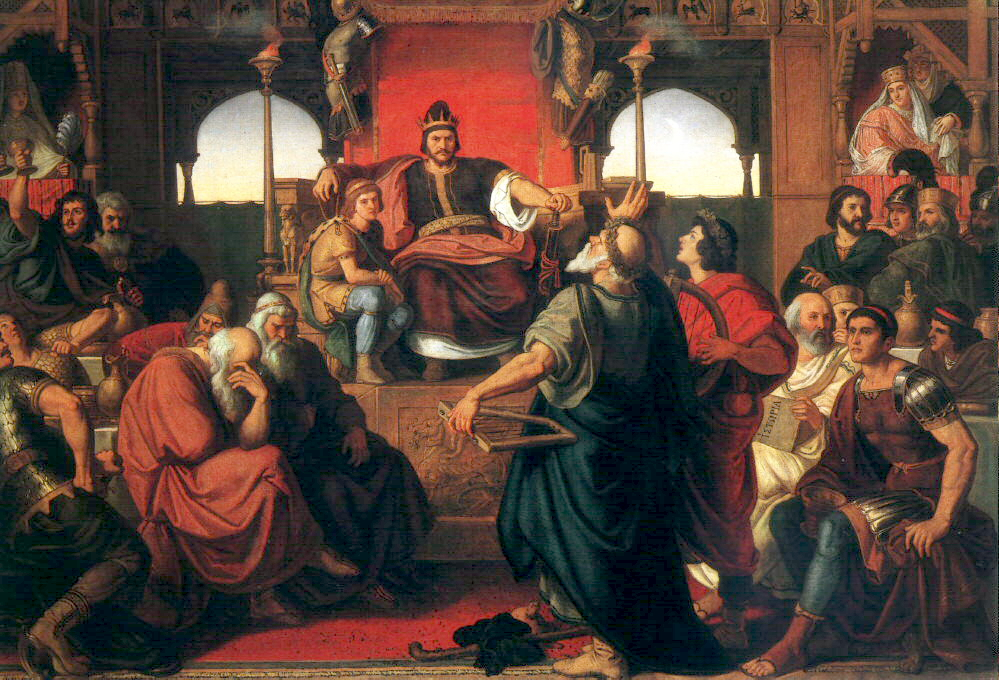
Attila, a hunok leghíresebb nagykirálya (434/444-453) – Than Mór: Attila lakomája című festményén (1870)

„A hunok neve is megmagyarázható a törökből, illetőleg a törökkel rokon nyelvekből. A különféle nyelvű történeti források, melyek e nevet megőrizték, lényegtelen eltérésekkel hun alakot adnak. E név h hangja – amennyiben török névről van szó – csak k-ból keletkezhetett, tehát a hun népnév azonos a kun népnévvel s köznyelvi megfelelői a következők: török kün 'nép', mongol kümün 'ember', szamojéd kum 'ember', zürjén komi 'zürjén' stb. Egy 'ember – nép' jelentésű ősrégi szó van itt előttünk, melynek valószínűleg még a latin homo is rokona. Hogy egy 'ember' jelentésű szóból népnév keletkezik, arra sok példánk van; fent is láthatjuk, hogy a zürjéneknél az eredetileg embert jelentő komi szó ma zürjént jelent.”

## A hunok eredete
A hunok a kínai történészek feltételezése szerint a hsziungnuk – (kínai 匈奴, pinjin xiōngnú; egykori ejtése kb. hiungnu, közelítő mai kiejtése hsziungnu – leszármazottai lehettek, akik fél évezreden át uralták Belső-Ázsia keleti területeit. Birodalmuk az i. e. 3. századtól az i. sz. 2. századig állt fenn.
A hsziungnuk szakadatlanul hadban álltak a kínai seregekkel, s többek között e véget nem érő viszálykodás miatt építtették meg a kínai uralkodók a kínai nagy falat. A kínaiak végül, a korai Han uralkodócsalád idejében, legyőzték ősi ellenségüket. A hsziungnuk szövetsége ekkor két részre bomlott. Északinak nevezett águkból származhattak a hunok, s egyes tudósok vélekedése szerint az avarok és a magyarok.
A „hun” név elsőként egy 311. évi csetepatéról hírt adó szogd nyelvű dokumentumban bukkan fel. A levél írója a kínai tudósításokban szereplő hsziungnukat khun (xwn) névvel illeti. Róna-Tas kétkedni látszik e tudósítás hitelében, illetve a hsziungnuk és a hunok azonosságában, mivel hozzáteszi, hogy a 4. században a hsziungnuk már felőrlődtek, és nevüket – amint az a pusztai népek között szokásban volt – mások ölthették magukra.
A 350. évben Közép-Ázsia területének egy részét hódító lovasnép vette birtokba. (Vásáry István stb. nekik tulajdonítja a Baktriában veretett görög feliratú pénzérmék egyikét-másikát, melyeken hiono, oiono felirat díszeleg.) Ugyanekkor kínai források a hsziungnuk Szogdia elleni támadásáról értesítenek. A hsziungnu, hiono, oiono stb. név – a kínai és a szogd források tartalmi egybevetése szerint – feltételezhetően azonos népességet jelöl.

## Történetük
Amennyiben tehát a hiono stb. nevű népességet azonosnak tekintjük az európai hunokkal, akkor nevezettek első ismert szállásterülete a közép-ázsiai puszta volt, ahová a hsziungnu állam összeomlása után költözhettek. Megtámadták Szogdiát és az ászik birodalmát. Az alánoknak is nevezett ászik betagozódtak a hunok szövetségébe. A hunok másik nagyobb szállásterülete a Volga, illetve a Déli-Urál vidékén volt.
A 375. évben, Balambér (Valamibir) vezetésével – feltételezések szerint a Volgán keltek át – a kelet-európai puszta lakóit (többek között az alánokat és a keleti gótokat) uralmuk alá hajtva erős birodalmat hoztak létre.
A következő évben az Al-Duna vidékéig jutottak. A Balkán-félszigeten több sikeres hadjáratot vezettek, többek között a Keletrómai Birodalom ellen is, bár ezek kezdetben csak felderítő portyázások voltak.

### A hunok Belső-Ázsiában

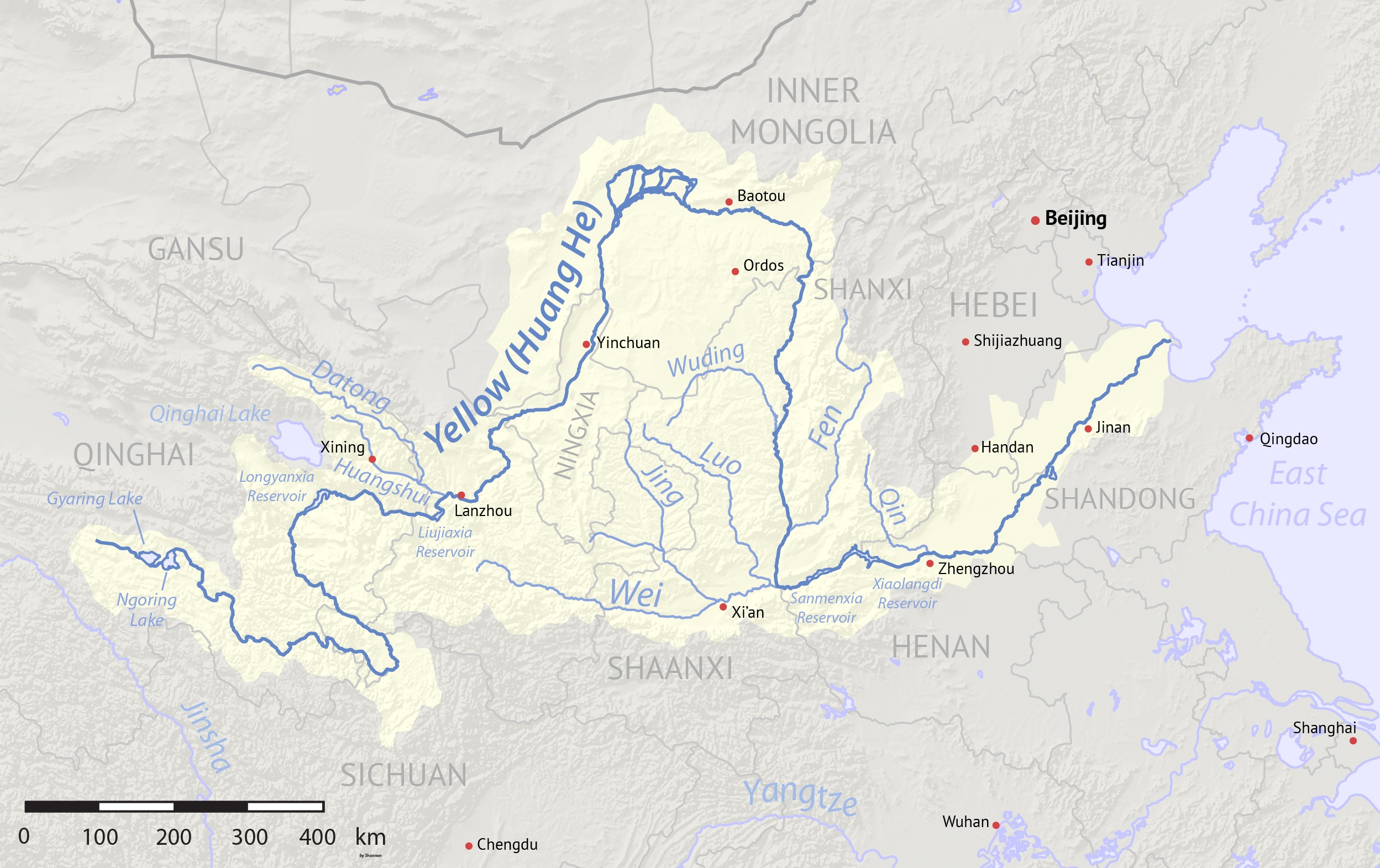
A Sárga-folyó

A Szelenga vízgyűjtő területe

A kínaiak által hsziungnu névvel illetett népesség főként régészek munkája nyomán, és Sze-ma Csien, Si csi című művének 110. fejezetéből ismert. A szerző e szakaszt kifejezetten a hunok történetének szentelte.
Kínai forrásokban a hunok nevét első ízben az i. e. 318. évben említik. A régészeti leletek tanúsága szerint azonban a kínaiak által Hu (barbár) névvel is illetett földművelő-pásztorkodó népesség – eredete szerint részben kelet-európai – már korábban, az i. e. 7. századtól jelen volt a kínaiak birtokainak északi határvidékén. E népesség az i. e. 4–3. században elfoglalta Ordosz északi részét, valamint az északnyugati területek pusztáit a Sárga-folyó nagy kanyarulatánál.
Régészeti leletek tanúsága szerint Belső-Mongólia és Ninghszia területének pásztorkodó népessége társadalmilag fejlett és gazdag volt. Ismerték, és általánosan használták a vasat, katonai, kereskedelmi stb. kapcsolatot tartottak fenn a kínai közösségekkel, különösen Csao állammal.

Mai napig vita tárgya, milyen nyelven beszélt a nyugati feljegyzésekben khion (chionitae), khoun (khounnoi) stb., kínai forrásokban hsziungnu stb. – az avarok egyik neve szerint kony, a mai magyar köznyelvben hun – névvel illetett népesség. A kínai forrásokban fennmaradt néhány szóból – főként címek, személynevek – következtetve szakembereink altaji (mongol, török), iráni és paleoszibériai (ket) nyelvekre is gondoltak. S hozzáteszik még, miszerint egyáltalán nem biztos, hogy a szövetség összes törzse ugyanazon nyelvi csoporthoz tartozott, s nem bizonyos az sem, hogy a hunok kezdetben ugyanazon nyelvet beszélték, melynek szavait későbbi feljegyzésekből ismerjük.

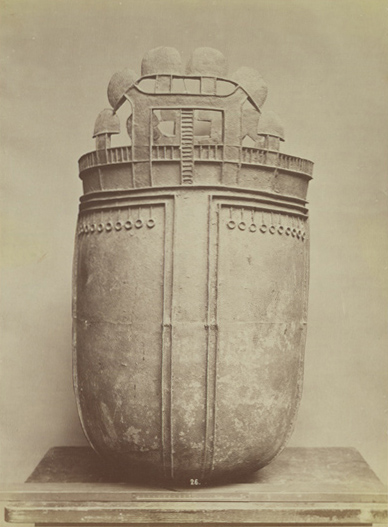
Hun üst Klösz György fényképén

A hunok szövetségének uralkodó csoportját Thúry József – különböző források tüzetes elemzése, illetve az adatok összevetése nyomán – az ujgurokkal azonosítja. Felfogása szerint a török népek legrégebbi ágazata az ujgur és az oguz. Ezek idők folyamán mind több és több törzsre váltak szét, más és más helyre költöztek.
A hunok szövetségét az i. e. 215. évben megrendítették az egységbe tömörült kínaiak hadjáratai. Csin Si Huang-ti megbízta egyik hadurát, Meng Tient, hogy foglalja el, és erősítse meg Ordosz vidékét, s hogy űzze észak felé a Tou-man sanjü által uralt hunokat. (A csanjü cím tartalma menny fia.)
Tou-man halála után (i. e. 209.) fia, Mao-tun vette át a hunok törzseinek irányítását. A hunok megtörték Kao-cu császár erejét, kényszerítették, hogy Kína számára megalázó egyezményt írjon alá (i. e. 198.), s visszafoglalták Ordoszt is. A viszonylagos béke az i. e. 134. évig tartott – ez idő alatt a hunok biztosították uralmukat Kelet-Ázsia pusztai népei fölött – az i. e. 121–119. évben azonban Kína támadásba lendült, s végül északra, a Góbin túli területekre űzte ellenségeit. A hunok a Szelenga vízgyűjtő területén telepedtek le. Elsősorban pásztorkodó állattenyésztéssel foglalkoztak, de földet is műveltek, s természetszerűen kézműiparuk, kereskedőik is voltak. A letelepedett lakosság falvakban, erősített városokban élt.
A hunok az i. e. 166. évben elűzték a jüecsiket a Csilien-hegység vidékéről; uralmuk alá hajtották vuszunokat, Loulan városát, a hucsie nevű, s ezen kívül még huszonhat, név szerint nem említett népet. A jüecsik az Ili folyó völgyében telepedtek le, kimozdítván onnan az őstelepes szakaurakat. Később azonban e vidékről is menekülniük kellett, és végül a tokhárok földjén, Kelet-Baktriában állapodtak meg.
Ez időben Közép-Ázsia népei, legalábbis névlegesen, elismerték a hunok hatalmát. A Si csi ekként számol be erről: „Valahányszor egy hsziungnu követ jelent meg a tartományban a csanjütől származó igazolással, államról államra kísérték, és ellátták élelemmel, és senki sem merte visszatartani, vagy bármilyen nehézséggel akadályozni”. A hunok közvetlen befolyása nyugaton mindazonáltal csak a Tarim-medence északkeleti részére, valamint a Turfani-medence vidékére terjedt ki. A szolgák felügyeletével megbízott parancsnok hivatalát, mely felelős volt az adók és kényszermunka kivetésérét, Karasar városába telepítették. A dzsungáriai vuszunok a hunok alattvalói voltak, s alkalmanként Kangcsü stb. lakói is sarcot fizettek a hunoknak.
Miután a kínaiak északra űzték őket, a hunok erejét megosztották a belső viszályok. Fejedelmek váltották egymást gyors egymásutánban, s helyi kiskirályok küzdöttek egymással a hatalomért. A széthúzást kihasználták a kínaiak, és i. e. 115–60. között harcba szálltak a nyugati területek birtoklásáért. E küzdelem fő eseményei közé tartoznak Csang Csien szövetségesek szerzését célzó küldetései (i. e. 137. és 115.), a kínai hadsereg amürgi szakák (i. e. 101.), valamint Csüsi (Turfan) elleni hadjárata (i. e. 67–60.). (Lásd még: Kínai–hsziungnu háborúk.) A kínaik végül elfoglalták, s igazgatásuk alá vonták a nyugati területeket.
Az i. e. 57. évben a hunok szövetsége előbb öt, majd végül két csanjü uralma alá került. A Huhanje vezette déli hunok az i. e. 53. évben behódoltak Kínának. Az északi hunok fejedelme, Csecse csanjü, nyugatra vonult, s a kangarokkal szövetkezve próbálta hatalmát megerősíteni. A kínaiak azonban űzőbe vették, s a csecsei csatában legyőzték.
Az ezt követő nyugalom nem tartott soká. A hunok, kihasználván a Vang Mang uralkodása idején (i. sz. 9–23.) keletkezett zavarokat, visszaszerezték a nyugati területek irányítását. Szövetségük azonban hamarosan (i. sz. 48.) újra kettészakadt, s az egyik csoportjuk Kínában telepedett le.
Az északi hunok eleinte sikereket értek el, a 61. év után például beavatkoztak Hotan és Sacsö (Jarkand) életébe, Kína azonban a 74. évben visszaszerezte az irányítást Turfan vidékén, és az Ih Bajan-i csatában elűzte a hunok fejedelmét és híveit a fejedelmi szálláshelyről, azaz a Szelenga vidékéről is. A hun csanjü híveivel, a 91. évben, menedékre lelt az Ili folyó völgyében, számos hun törzs azonban megadta magát, és Kína határain belül telepedett le. Az északi hunok maradékai a 2. század első felében folytatták a Kína elleni harcot Hami és Turfan vidékén. A 3. század közepén szerkesztett Vej lüe ezek sorsáról, illetve hsziungnukról a Tien-san északi előterében semmit sem tud.

### Hsziungnuk és hunok
A 2020-as évek archeogenetikai eredményei nyomán bebizonyosodott, hogy a kínaiak által hsziungnu néven említett népesség azonos a 350. év táján Közép-Ázsiában, illetve a 375. év táján Európában megjelent hunokkal. A két csoport azonosságát először de Guignes (1758.) vetette fel, de a kérdéssel kapcsolatos viták sokáig nem jutottak nyugvópontra. A korai szogd dokumentumok egyike (313.), illetve más iratok mindenesetre a hsziungnuk és a hunok azonossága mellett szóltak. Sok kutató a szóban forgó neveket azonosnak tartotta, az általuk jelölt népességet azonban nem.

### A hunok Közép-Ázsiában
Birodalmuk összeomlása (i. sz. 91.) után a hunok kirajzottak Belső-Ázsia pusztáiról. Az Altaj, a Tannu-ola, az Orhon folyó, illetve a Tien-san által határolt területen élő törökös népek egy része az Irtis, a Szariarka, illetve a Déli-Urál vidékére költözött, előőrseik pedig Kelet-Európa pusztáin is megjelentek. Nyugati történetírók munkái először a 2. század első felében adnak hírt róluk.
Dionüsziosz Periegetész (kb. 117–138.) térképe a Kaszpi-tenger északi partvidékénél jelöli a hunok (ounnoi) szállását, Klaudiosz Ptolemaiosz pedig Sarmatia Europaea területén, a Dnyeper mellékén (khounoi). Utóbbi szerző munkájában szerepel az Urál folyó elferdített törökös neve (Daix) is.
A hunok birodalmának felszámolása után kínai forrásokban már csak egyszer-egyszer találkozunk a hsziungnu névvel. Ehelyett különböző csoportosulásokról, pl. kaocsö (kocsi), tielö (tereg: kocsi, taliga), illetve népekről, pl. hun, hunjü (kun), tucsüe (türk), vejho (ujgur) írnak. Valamennyi kínai forrás, mely beszámol e népességekről, állítja, hogy mindezek a felbomlott hsziungnu birodalom népeit képviselték.
A Vejlüe 25–28. szakasza szerint – nevezett iratot a 3. században szerkesztették – a Cunglingtól (Pamír) északra van Hutö királysága; Kangcsütől északnyugatra Csienkun (a kirgizek) királysága, északra pedig Tingling (mókusprémesek) királysága, s e három állam közül Csienkun központi helyzetű.
A szóban forgó forrás a Belső-Ázsiában visszamaradt törökös népekről is beszámol. A hsziungnu csanjü szállásától (a mai Ulánbátor környéke) északra van Hunjü (a kunok), Csüsi, Tingling, Kokun (a kirgizek) és Hszinli királysága. A leírás szerint, mint láthatjuk, a kirgizek és a mókusprémesek egy-egy csoportja nem mozdult el Belső-Ázsiából.
A közép-ázsiai szogdok és szkíták birtokaira a 4. század közepén betört a hunoknak (chionitae, khounnoi, ounnoi stb.), oguroknak, oguzoknak, avagy úzoknak, tielö népeknek stb. is mondott törökök egyik harcias csoportja, majd követték őket a heftalitáknak is nevezett haladzsok az 5. század közepén. A törökök összekovácsolódtak a közép-ázsiai szkíta népekkel, ászikkal, avarokkal, kangarokkal. A török és szkíta népesség keveredése új népalakulatokat is életre hívott.
A Vej su nevű kínai forrás a 457. évre keltezi a következő, Szogdiával kapcsolatos eseményt: „A hsziungnuk korábban megölték a királyt, és elfoglalták az országot. Huni király a harmadik uralkodó a sorban.” E tudósítás második mondata már az avarokra vonatkozik. A 420. évtől ugyanis ők uralták Szogdiát.
A belső-ázsiai törökös népek – a hunok szövetségének részesei – a 350. évben elsőként Szogdiát és az ászik közép-ázsiai birtokait rohanták meg, s az ászikkal egybevegyülve a kelet-európai pusztán élő alán (ászi) és germán csoportokra törtek. Egy részüket elűzték, kiszorították lakóhelyükről, más részüket uralmuk alá hajtották, s ezekkel egyesülve Délkelet- és Közép-Európát fenyegették. Az európai hunoknak nevezett kötelék tehát az uralkodó törökök, szkíta ászik, valamint germánok csoportjaiból szerveződött. Előőrseik a 4. század végén jelentek meg a Kárpát-medencében.

### A hunok Indiában
Az Indiai-félsziget északnyugati részét megszálló kötelék magát – e név csak pénzérméiken maradt fenn – vörös hunnak (alkhono) címezte. Nevezettek (valószínűbben csak egyik csoportjuk) a 4. század utolsó évtizedében, Közép-Ázsiából a Hindukus nyugati hágóin átkelve, Kapisa–Kabul vidékére költöztek. A 420. év táján benyomultak Gandhára területére, kiszorították birtokaikról a kidaritákat – az indiai kidaritákat a 477. évben említik utoljára –, és végül, Kasmír kivételével, elfoglalták egész Északnyugat-Indiát.
Jaszodharman, Malwa királya, valamint Naraszimhagupta, észak-indiai uralkodó szövetsége Malwa tartományban, az 528. évben, legyőzte seregüket. Az 532. esztendőben az indiai királyságok szövetsége elűzte őket India keleti és középső felének alföldjeiről. Utolsó indiai királyuk a kegyetlensége okán elhíresült Mihirakula (kb. 515–528.) volt. Halálát követően a vörös hunok egy része visszavonult Gazni, Kabul, Kapisa területére, s vélhetően összevegyült az ott lakó, királyi családjuk után Nizak-hunoknak nevezett csoporttal. Utóbbiak birodalma 484–665. között állott fenn. A mai Afganisztán területén fennmaradt királyságuk még az arab támadások után is.

### A hunok Európában

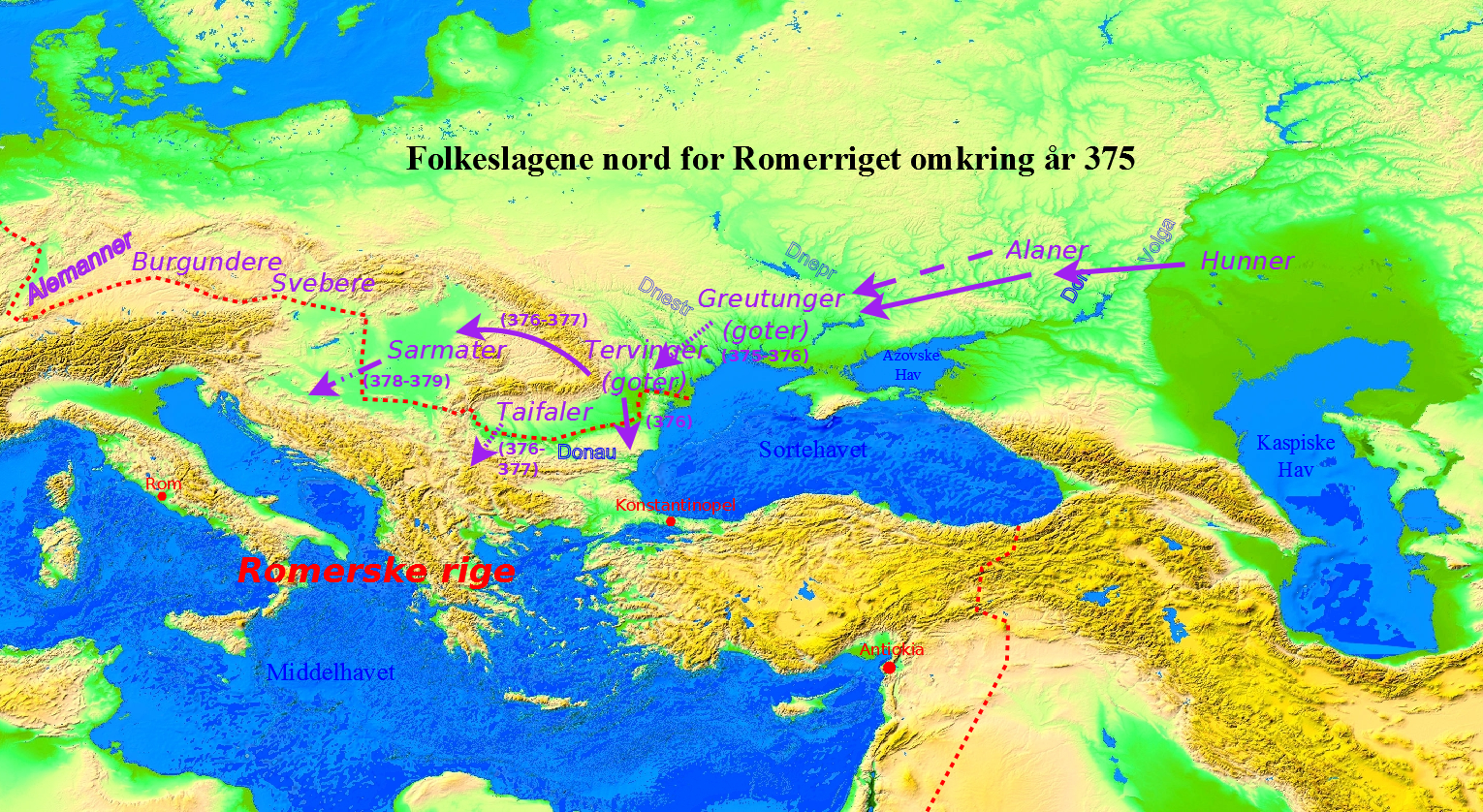
A hunok útja Európában

Attila galliai hadjárata (451.)

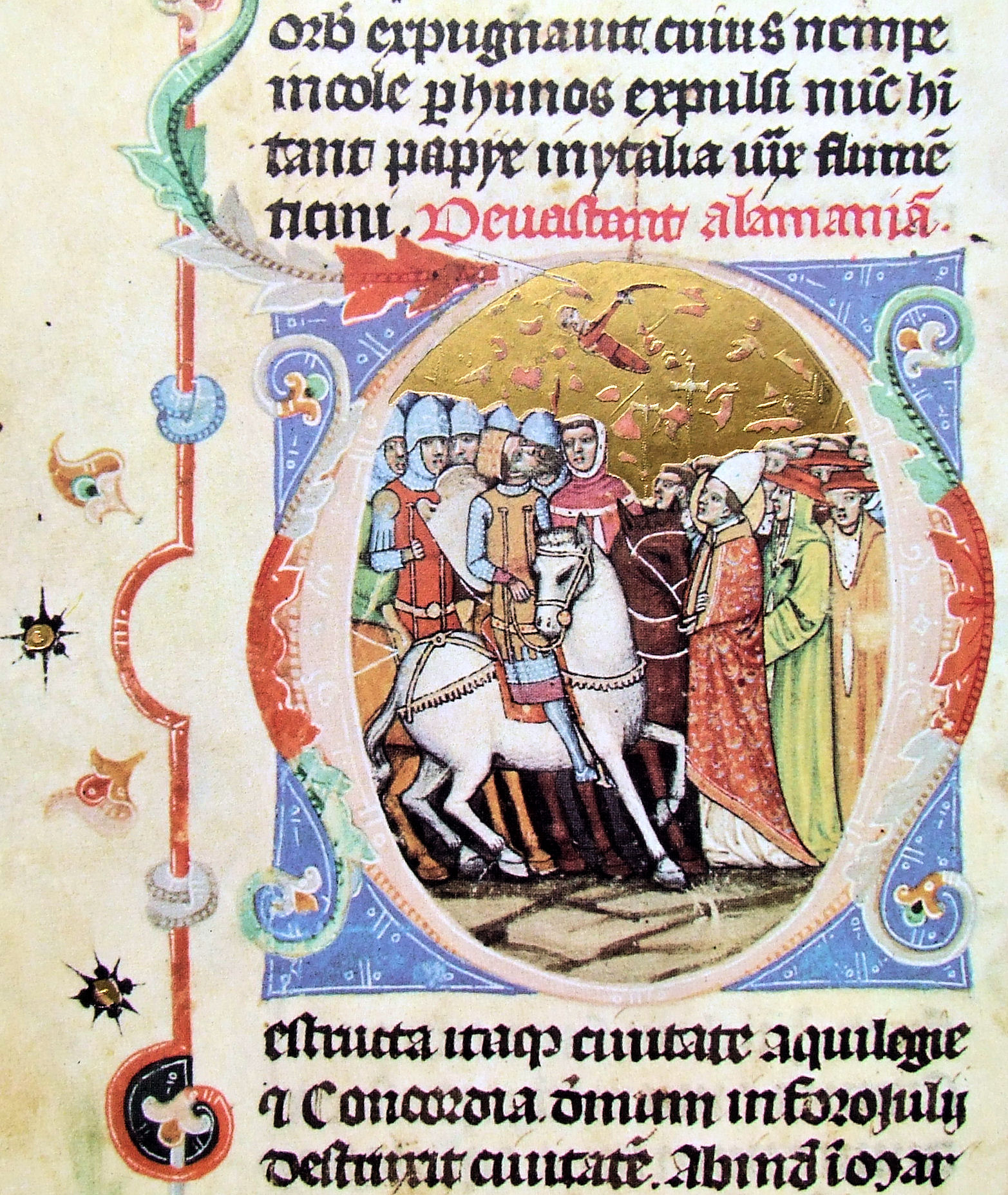
Attila és Leó pápa találkozása a Képes krónika nyomán. Attila lóháton fogadja a gyalogszerrel érkező pápát

A hunoknak nevezett alakulat az i. sz. 375. évben megrohanta az Ammianus Marcellinus által tanaitáknak, azaz doniaknak, Donnál lakóknak, Don-mellékieknek nevezett alánok területeit. A legyőzött alánok csatlakoztak a hunok szövetségéhez. A következő mintegy három évtizedben a hun és alán nevet oly sokszor említik együtt, hogy a hunok (törökös népek szövetsége) és a szkíták (jelen esetben az ászik egyes csoportjai) összekovácsolódásában és szoros együttműködésében kételkedni nemigen lehet.
Ammianus Marcellinus (XXXI. 3. 1.) tudósítása e tekintetben teljesen egyértelmű:
„A hunok megölték és kifosztották őket [a tanaitákat], és a túlélőket szövetséges szerződéssel magukhoz láncolták; azután társaságukban merészebben megrohanták Ermenrichus kiterjedt és gazdag szállásait.”
A keleti gótok – bízván a hunok egyik kötelékében, kiket zsoldosként maguk mellé állítottak – egy ideig ellenálltak a hun sereg rohamainak, de számos vereségük, s királyaik (Hermanarik, illetve fia, Withimir) halála után meghódoltak. Csupán kisebb csoportjuk menekült, Alatheus és Saphrax vezetésével, római területre.
A nyugati gótok a hunok támadását a Dnyeszter jobb partján várták, a rohamnak azonban nem tudtak ellenállni, ezért visszavonultak, s átkeltek a Szeret folyón. A nép egyik része – Athanarik vezetésével – az Erdélyi-medencébe (a szkíták nyelvén, görögösen, Kogaionosz, a gótok nyelvéhez hajlítva Hauhaland, latinosan Caucaland) költözött. (Lásd még: Szamolxisz.) A nyugati gótok másik része az Al-Dunánál várta, hogy bebocsátást nyerjen a Római Birodalom területére, s ott letelepedjék. Követték őket Aletheus és Saphrax keleti gótjai, a taifalok, alánok és más nemzetek egyes csoportjai is. Később e bevándorlók (nagyrészt germánok) elhatalmasodtak, s a Római Birodalom, illetve a nyugati világ sorsába is beleszóltak.
A 376. évtől a hunok urai lettek a kelet-európai pusztának. Vezérlő törzseik a puszta keleti felében, előretolt csapataik pedig az Al-Duna vidékén táboroztak le. A 377. évben hunok és alánok kisebb kötelékei már a gótok szövetségeseként léptek fel a római erőkkel szemben. Ez volt a hunok első balkáni szereplése. Alán segédcsapatok a következő évben a hadrianopolisi csatában is részt vettek. A hunok, azaz a törökök osztagai is jelen voltak, de távol maradtak az ütközettől.
A következő két év eseményeinek kapcsán újólag együtt említik a hunok, alánok és gótok nevét, de hogy éppen kik voltak, akik kirabolták és felégették Trákia falvait, arról forrásaink nem szólnak, nemigen tesznek különbséget a nevezettek között. A 380. év után a balkáni tartományokból már nem említenek hunokat és alánokat. Megemlékeznek ellenben a gótokról akik nagy számban szolgáltak a római seregekben.
Szent Ambrus leírása szerint: „A hunok rávetették magukat az alánokra, az alánok a gótokra, a gótok a taifalokra és a szarmatákra; a gótok elhagyták saját országukat, száműzötté tettek minket Illyricumban, és még nincs vége.” A 378. évben az Alföldünkön élő alánok egy része Pannonia tartomány, azaz a Római Birodalom területére próbált bejutni. A szóban forgó év telén I. Theodosius császár sikerrel hadakozott ellenük, de a Trákiába és Moesiába befészkelődött „barbárokon” (forrásaink germánokat, hunokat, szarmatákat, gétákat, azaz trák–szkítákat, valamint alánokat említenek) ő sem tudott úrrá lenni. A 379. év nyarára Pannoniában a helyzet, római szemszögből nézve, oly mértékben javult, hogy Gratianus császár, ki korábban itt tartózkodott, átadta a vezetést hadvezéreinek, s visszatért Italiába.
A hunok előrenyomulása folytatódott. A 381–382. év telén „hunokkal elvegyült” szkírek és karpodákok keltek át az Al-Dunán, a rómaiak azonban néhányszor összecsaptak velük, s visszaűzték őket. A 382. év végén Theodosius békét kötött a nyugati gótokkal. A germánok Moesia inferior és Dacia ripensis tartományban kaptak földeket, s a béke fejében a hunok betörései ellen védték a Birodalmat.
Ez idő tájt maguk a hunok vezérlő fejedelmei és kíséretükben levő csapatok is a Havasalföldön ütötték fel sátraikat. A Kárpát-medence északi részét benépesítő nyugati germán markomannok és kvádok a hunok elől a mai Csehország és Dél-Németország vidékére, a szvébek központi területeire menekültek.
A 383–394. évi polgárháború, a császári hatalom elleni felkelés idején hun és alán lovas csapatok harcoltak (a 384. évben) Theodosius seregében a juthungok ellen. A hunok – Maenchen-Helfen szerint – ekkor már Alföldünk nagyobb részét birtokolták. Urai lettek az itt élő, korábban letelepedett korai szkítáknak, keltáknak, ásziknak stb.
A Római Birodalom keleti tartományaiban a „barbár hordák” – Claudius Claudianus felsorolása szerint getae (géták), sarmatae (ászik), daci (dákok), massagetae (ászik), alani (ászik) és geloni (gelónok), illetve visi (nyugati gótok), bastarnae (basztarnák), alani, huns (hunok), geloni, getae, sarmatae – garázdálkodása nyomán válságosra fordult a helyzet.
A 395. évben a Kelet-Európában tanyázó hunok nagyobb csoportja a Kaukázuson át betört a perzsa és római birtokokra, a perzsák és a rómaiak azonban tönkreverték, illetve elűzték őket. Szent Jeromos 77. levele (399.) ekként számol be a kis-ázsiai eseményekről:
„Az a hír érkezett, hogy a hunok hordái törtek előre a Maeotistól özönlöttek a jeges Tanais és a durva Massageták között, ahol Nagy Sándor kapuja zárta a vad népeket a Kaukázus mögé és gyorslábú lovaikon nyargalnak ide-oda, megtöltve a világot pánikkal és vérontással. A római hadsereg nem volt jelen akkor, mert a polgárháborúk Itáliában tartották. Ezekről a hunokról mondja Hérodotosz, hogy Dáriusz méd király idején 20 évig rabságban tartották és az egyiptomiaktól és etiópoktól éves adót szedtek. Jézus óvja meg a római világot ezen vadállatok további támadásaitól! (…)” (Horváth Gábor fordítása)
Szerzőnk híradása nem mentes a történelmi közhelyektől. Hérodotosz például nem a hunokról, hanem a királyi szkíták egyik csoportjáról tudósít, akik az i. e. 7. században megszállták, és az asszírok szövetségeseként huszonnyolc éven át (i. e. 653–625.) uralták Média országát, s egy csapatuk (i. e. 610. előtt) eljutott a filiszteusok országáig. I. Pszammetik fáraó azonban, latba vetve kincstárának javait is, rábírta őket a visszavonulásra.
A 338. év óta a hunokat és alánokat együtt említették, elsőként általában a vezérlő csoportot, azaz a törököket. A 394. évben azonban csak a Saul által vezényelt alánok csatlakoztak Theodosius császár seregeihez, a hunok közül pedig csak azok, akik Trákiában hadakoztak a birodalmi zászló alatt. Alánok szolgáltak Flavius Stilicho seregeiben a 398. évben, és Saul vezényletével a 402. évben. A 406. esztendőben azonban Stilicho szövetségesei között már csak hunokat és gótokat találunk, és testőrségét is hunok adták. A 409. évben már csak hunok szolgáltak a római hadseregben is.
A 401. évben a hunok egyik alakulata – a nyugati szárny uralkodója ez időben Uldin volt –, a Kárpátokat északról megkerülve megtámadta a vandálokat. A hunok alán (ászi) szövetségesei ekkor szakítottak a hunok szövetségével, s kisebb-nagyobb töredékeiket leszámítva a nyugat felé vonuló germánokhoz csatlakoztak. A 406. év utolsó napján a jórészt vandálokból, szvébekből (kvádokból) és alánokból álló tömeg átkelt a Rajnán, és elárasztotta Galliát. A Kárpát-medence alán lakossága ellenben nagyrészt helyben maradt. Iordanes, aki nem egyszer különbséget tesz „szarmaták” (a Havasalföld és a Kárpát-medence ászi lakói) és „alánok” (a hunok ászi szövetségesei) között, előbbieket említi Pannonia területéről. A Balkánon tanyázó nyugati gótok is, a 408. évben, nyugat felé indultak, s két év múlva bevették és megsarcolták Róma városát. Ez után Galliában, majd a frankok támadása nyomán Hispaniában hoztak létre államot, mely az arab hódításig állott fenn. A nyugati gótok utóbb beolvadtak a helyi lakosságba, ahogyan a többi germán nép és a szkíta alánok is.
Paulus diakónus a hunokra vulgares, azaz bolgár néven is hivatkozik az ötödik század első felének egyik harci eseményével kapcsolatban. Egy névtelen római szerző pedig már a 354. év naptárában Ziezi nevű vezetőt és vulgares nevű népet említ.
Paulus ekképpen tudósít a szóban forgó eseményről:
„Egy alkalommal ugyanis, midőn a legnagyobb gondtalanság közepette mély álomba merülének, éjnek idején rajtuk ütöttek a bolgárok [vulgares], közülök sokakat levágtak, még többet halálra sebeztek és a táborban oly féktelen dühöngést vittek volt véghez, hogy magát Agelmund királyt is megölték s egyetlen leányát fogságba hurczolták.” (A longobardok története: 1, 16) (Gombos Ferencz Albin fordítása.)
A 451. évben a hunok megtámadták Galliát. A hun király, Attila seregének zömét germánok (gepidák és keleti gótok) alkották. A vele szemben álló római zsoldos hadak – frankok, a Galliában letelepedett nyugati gótok és alánok stb. – vezetője Aëtius, római hadvezér volt. A két sereg Troyes közelében, locus Mauriacus (Mauriacum) síkján csapott össze. (Lásd még: Catalaunumi csata. Catalaunum történetesen az ott letelepedett gótoktól és alánoktól örökölte nevét.) A hunok e csatát követően visszavonultak Galliából, a következő évben azonban Italiában folytattak hadjáratot.
Attila halála (453.) után a germán szövetségesek fellázadtak, több csatában megverték, s végül (454.) a pannoniai Nedao folyó (talán a Duna) mellett legyőzték a hunokat. Alán és keleti gót töredékek a hunok oldalán küzdöttek, majd a vereség után több helyen átkeltek a Dunán a Római Birodalom területére, és ott letelepedtek. A hunok befolyása a Kárpát-medencében megszűnt, területét az egymással marakodó germán királyságok vették birtokba. A hunok maradékai (beleértve alán szövetségeseik töredékeit is) a Havasalföldön, illetve Keleti-Balkán (Dacia ripensis, Kis-Szkítia, Moesia inferior, Trákia) területén leltek hazára, s néhány évszázad alatt összekovácsolódtak a helyben lakókkal. A hunok másik része a kelet-európai pusztára vonult vissza, ahonnan a hunnak, önmaga által bolgárnak (vulgares, boulgaroi), azaz kavarónak nevezett vegyes népesség – törökök és alánok – jelentősebb része nem is mozdult el. A vulgares név a 354. évben, a boulgaroi név pedig a 480. évben tűnt fel először.
A Kárpát-medencében letelepedett szkíta alánok a germán királyságok – gepidák a Tiszántúlon és Erdélyben, keleti gótok Pannoniában stb. – hűbéres szövetségeseként folytatták életüket. A Duna–Tisza közén és a Temesközben egyes csoportjaik megőrizték függetlenségüket. Az Alföldet a ravennai császári udvar továbbra is „szarmata” (vagyis alán) határvidékként tartotta számon. Az 5. század vége felé még tudósítanak a „szarmatákról”. A 469. évben a keleti gótok ellen harcoló germánok seregében – Babai, illetve Beucan nevű királyuk vezetésével, a kvádok utódainak szövetségeseként – részt vettek a Bolia (Ipoly) melletti csatában. Babai 472. körül elfoglalta Singidunum (Belgrád) városát, a gótok azonban legyőzték. A 488. évben még hallunk az alánokról – egy csoportjuk a gepidák soraiban harcolt a gótok ellen –, azután azonban már csak az avarok honfoglalása idején. Legutoljára Paulus diakónus említ „szarmatákat”, az 568. évben Pannoniából kiköltözött longobárdok szövetségesei között. Istvánovits szerint azonban Árpád népének honfoglalásáig, s még azután is számolhatunk a Kárpát-medencében a „szarmaták” befolyásával.
A Kárpát-medence területét egy évszázadig a gótok, herulok, gepidák és longobardok stb. törzsei uralták. Az 567–568. évben a Közép-Ázsiából kivándorolt avarok vették birtokba területét, s mintegy 250 évig meg is tartották. A germán törzsek többsége az avarok foglalása után Italiába költözött. A Felső-Tisza vidékét birtokló gepidák többsége azonban nem hagyta el a Kárpát-medencét, az avarok hűbérese lett. Néhány száz év alatt egybevegyültek uraikkal, csakúgy, mint az itt élő szkíta alánok és más népek (pl. dákok, illírek, kelták).

### A hunok a Kárpát-medencében

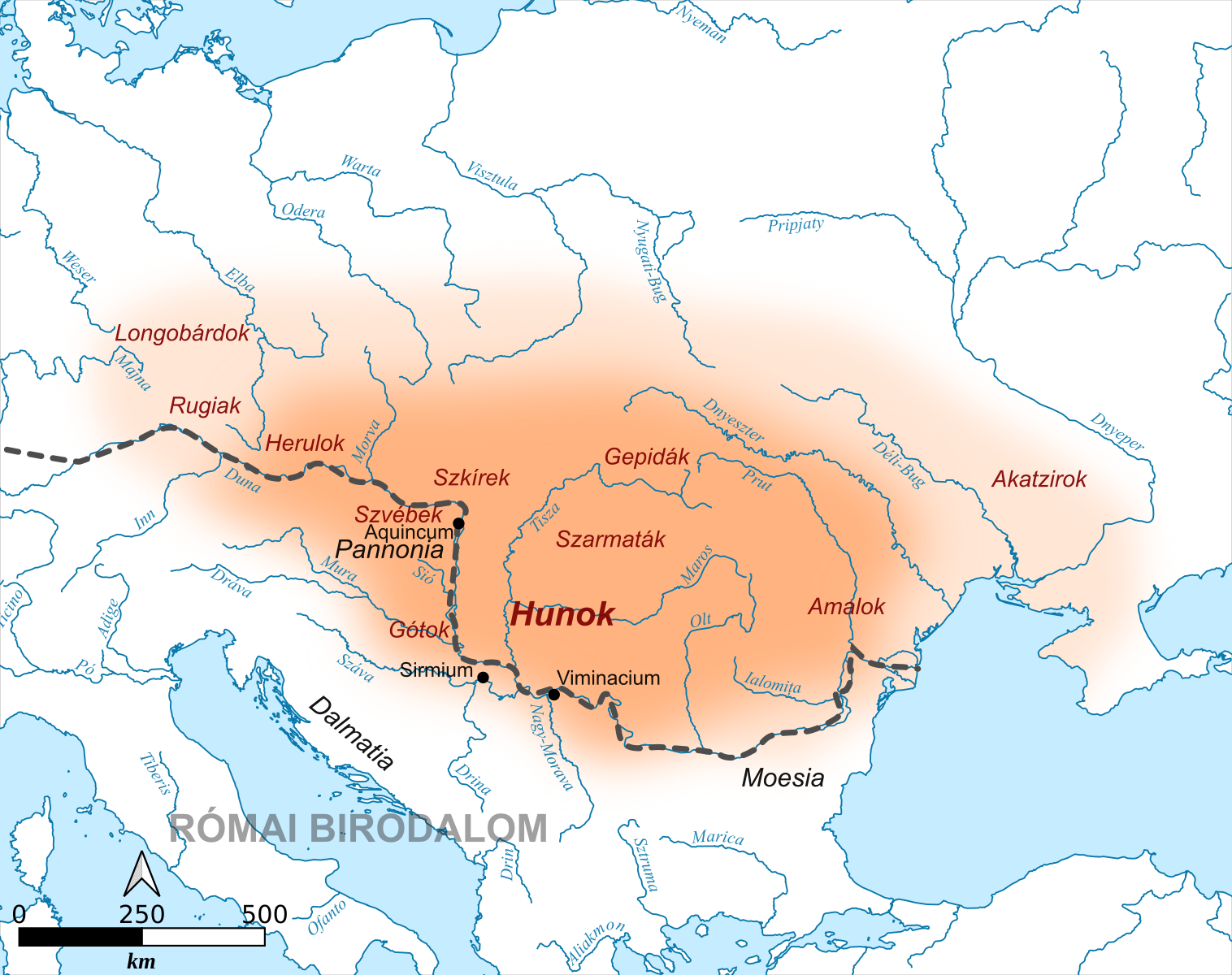
A hunok szállásterülete a Kárpát-medencében (450.)

A hunok a 4. század végén foglalták el a Kárpát-medence területét, pontosabban csak az Alföld keleti felét. A rómaiak Pannonia prima és Valeria tartományt Bleda és Attila uralkodásának kezdetén engedték át a hunoknak.
Attila, a legnagyobb és legismertebb hun király Kárpát-medencei udvaráról egykorú tudósítás is fennmaradt. A bizánci követség vezetője, Priszkosz rétor beszámol a küldöttség utazásáról, valamint a hunok fejedelmének szálláshelyéről stb.
A hunok – Ruga, Bleda (Buda) és Attila vezetésével – kezdetben a Nyugatrómai Birodalom szövetségesei voltak. Seregeik katonai támogatást nyújtottak Rómának Bizánc ellen. Amikor a két birodalom között – a Bizánc elleni két nagy hadjárat eredményeként – erőegyensúly alakult ki, Attila Róma ellen fordult.
A 451. évben a catalaunumi csata eldöntetlenül végződött. Bár magát Flavius Aëtius, a rómaiak hadvezére győztesnek nevezte, a csatateret ő hagyta el, és a következő évi, Róma elleni hadjárat során semmilyen ellenállást nem tanúsított a hunokkal szemben.
A 452. évben Attila betört Italiába, és Róma felé vonult. III. Valentinianus császár Ravenna erős falai mögött keresett menedéket. A római egyház tanácsadói I. Leó pápának is a menekülést javasolták. Ő azonban, a mesés történet szerint, egy különösen finoman megmunkált arany karperecet emelt fel az asztalról, és a következőket mondta: „Ez a hunok munkája. Egy nép, amelyik ilyen műalkotásokra képes, hajlandó lesz az Élet igéjének befogadására is.” Kíséretével Mantova falainál találkozott Attilával, és sikerült elérnie, hogy a hunok megkíméljék Róma városát, s békét kössenek. A hunokat azonban vélhetően nem a pápa szavai késztették visszavonulásra, hanem a dühöngő járvány, s hogy ez időben Bizánc keleten megtámadta a hun birtokokat.
A 453. évben Attila, új házasságának nászéjszakáján, váratlanul meghalt. (Feleségét Iordanes „Ildico” néven említi.) Halála után fiai nem tudtak megegyezni örökségük ügyében; viszálykodásuk meggyengítette a hunok birodalmát. A küzdelemből Ellák került ki győztesen, hatalmát azonban nem tudta megszilárdítani. A germán hűbéres szövetségesek fellázadtak uralma ellen. A lázadók több csatában megverték a hunokat, és a Nedao melletti csatában legyőzték őket. A harcokban Ellák is elesett. A hunok maradékai a Keleti-Balkánon telepedtek le, illetve visszavonultak a kelet-európai pusztára.

## Heftaliták, avagy fehér hunok
Kínai évkönyvek szerint a hun szövetség alat – magyarul haladzs – nevű népe az Altaj vidékén, a Narym folyó völgyében lakott. (A Narym a Fekete-Irtis mellékfolyója Kelet-Kazahsztánban.) Nevüket tarka lovaikról kapták (ala at: tarka ló). Mongol követi jelentésekből (13. század), illetve Abulgazi történeteiből (17. század) tudjuk, haladzsok a Jenyiszej mentén, az Angara forrásainál és a Bajkál-tó keleti partjainál is éltek.
Az 5. században a zsouzsuanoktól szorongatott narym-völgyi haladzsok elköltöztek az Altaj vidékéről, s elfoglalták Közép-Ázsia jó részét. Ők alkották az 5–6. században a heftaliták egyik legnagyobb csoportját.
A heftaliták a 456. évben bukkannak fel forrásainkban, amikor először küldenek követséget a kínai udvarba. A következő, 457. évben megszállták Baktriát, ahol ez idő tájt – a kínaiak által jüecsiknek, örmény hírmondók által kusánoknak, nyugati forrásokban kidaritáknak nevezett – avarok laktak. Az avarok harcba keveredtek a szabarokkal, és elűzték őket (valószínűleg csak egy részüket) Baktriából. A szabarok – kimozdítván kaukázusi szálláshelyeikről az ott lakó török–szkíta népeket – a Keleti-Kaukázus vidékére települtek. Az avarok ez idő tájt csatlakoztak a hunok szövetségéhez.
A perzsák, illetve I. Péroz és hadai a 468. esztendőben legyőzték az avarokat, és fővárosukat Balaamot (a mai Balkh) ideiglenesen – Péroz haláláig – a perzsák uralták. A heftaliták is részt vettek a harcokban. Az esemény kapcsán Priszkosz rétor az avarokat kifejezetten hunoknak mondja: „hunok, akiket kidaritáknak neveznek”.
Péroz a 484. évben csatát veszített a heftalitákkal szemben. A harcokban maga is elesett. A heftaliták elszakították Horászán nagyobb részét Perzsiától. Merv és Herát is birtokaikat gyarapította. Az Újperzsa Birodalom közel nyolcvan évig adót fizetett a heftalitáknak. A 493. évben a heftaliták kiterjesztették fennhatóságukat Dzsungáriáig.
I. Kavád, a perzsák királya, a 498. esztendőben, a heftaliták támogatásával visszaszerezte trónját. Ezt követően, az 503–513. évben sorozatos csatákkal békekötésre kényszerítette a hunokat. Nem sokkal ez után, az 508. évben a heftaliták birtokba vették a Tarim-medence jó részét. A következő évben pedig megszállták az avarok utolsó közép-ázsiai menedékét, Szogdiát.
Az avarok sorsát a heftaliták uralma idején nem tudjuk nyomon követni. Nagyjából ötven év múlva bukkannak fel újra, amikor a türk megszállás miatt elhagyták ősi lakhelyüket, és a hozzájuk szegődött szkíta, hun stb. csoportokkal Kelet-Európába vonultak. Az 555. évben a Kaukázus vidékéről említi őket Pseudo-Zakharias. A Közép-Ázsiában maradt avarokról, a türkök hűbéreseiről, az utolsó híradás a 732. évből való. Kültegin emlékoszlopának feliratán rögzítették nevüket.
Az 552. évben a türkök Belső-Ázsiában leigázták a zsouzsuanokat. Az 554. esztendőben Bumin fia és trónutódja, Mukan uralkodott a türkökön. Több sikeres hadjárat után ellenőrzése alá vonta a Selyemutat, illetve biztosította határait a heftaliták ellenében. Uralmát kiterjesztette Szogdiára, az Aral-tó vidékére stb. is. Ez idő tájt költözött az avarok egy csoportja s a hozzájuk csatlakozott szkíta és hun népek Kelet-Európába.
Kínai forrás szerint a Közép-Ázsiában maradt avarok az 558. évben még követséget küldtek a kínai udvarba. Ezt követően önállóságukat elvesztették, a türkök hűbéresei lettek.
Az 563–565. esztendőben I. Huszrau, perzsa király, szövetségben a türkökkel, legyőzte a heftalitákat Buhara közelében. Türkök és perzsák megosztották egymás között Transzoxiánát. Előbbiek az Amu-darjától északra fekvő területeket, utóbbiak pedig a folyótól délre eső földeket foglalták el. A heftaliták birodalma összeomlott, kisebb fejedelemségeik azonban megtartották függetlenségüket Baktriában és más területeken.
Theophülaktosz Szimokattész szerint az 584–585. évben a közép-ázsiai türk uralom elől menekülő szkíta avar törzsek – tarniakh (Ταρνιάχ), kotzagéroi (Κοτζαγηροί), zabender (Ζαβενδέρ) – csatlakoztak a Kárpát-medencében letelepedett avarokhoz.

## A hunok európai utódnépei

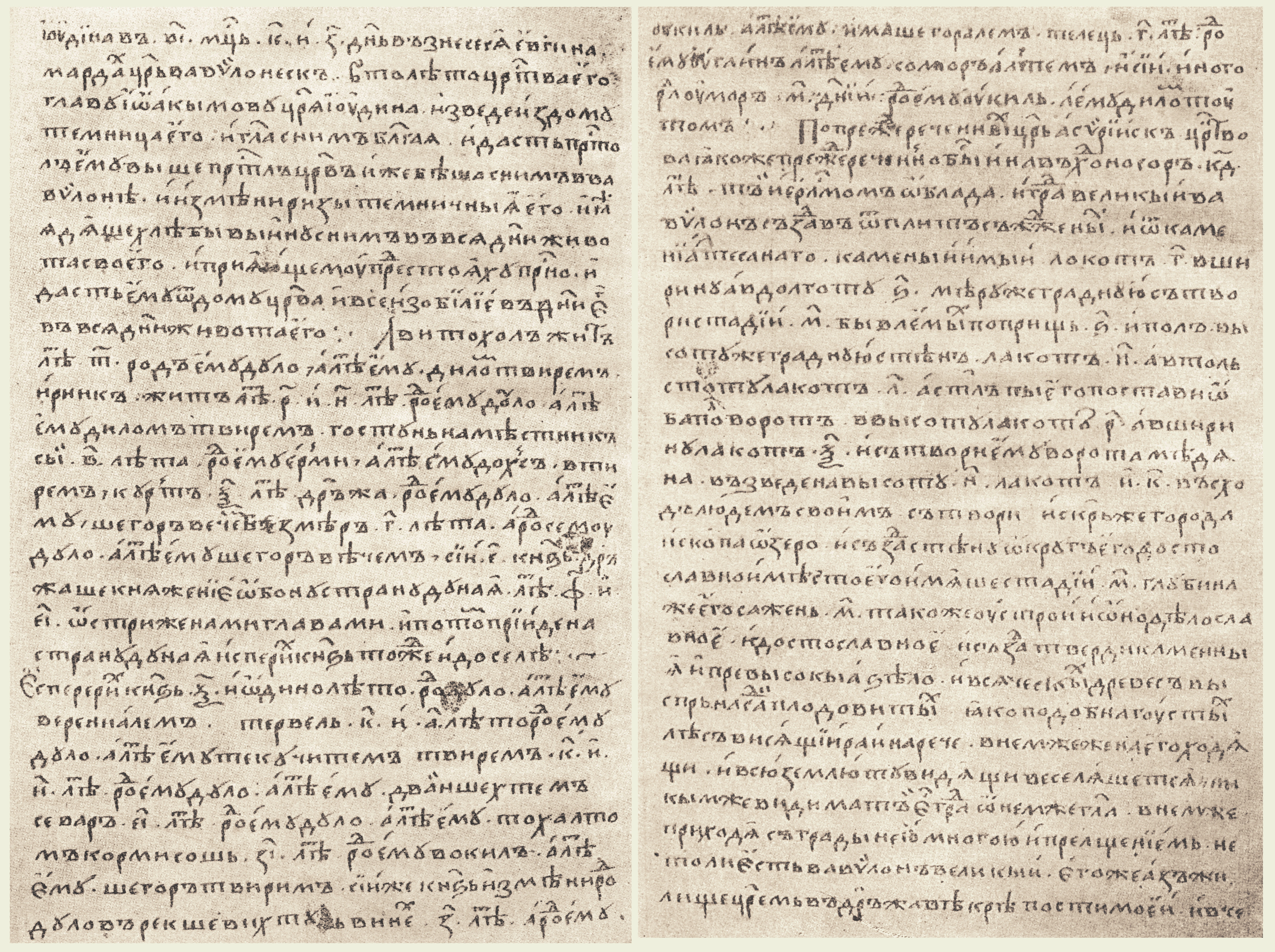
Az óbolgár kánok névsora

Attila halála után a germán népek kiváltak a hunok szövetségéből. Fellázadtak, és elűzték uraikat a Kárpát-medencéből. Attila örökösei közül Ellák elesett a Nedao melletti csatában. Dengitzik, ki népével a Keleti-Balkánon telepedett le, utóbb szintén harcmezőn végezte. Ernák és hunjai a kelet-európai pusztára vonultak vissza.
Attiláról, illetve leszármazottairól az Óbolgár kánok névsora is tudósít. E felsorolásban Ernák (Irnik) mint Avitohol (Attila kán) leszármazottja, a Dulo nemzetség képviselője szerepel.
„Авитохолъ житъ лет. ~т. род ему Дуло. а лет ему диломъ твирем. Ирникъ. житъ лет. ~(ри). род ему Дуло. а лет ему дилом твeримь. Гостунъ наместникь сьï два лета. род ему. Ерми. а лет ему дохсъ. втиремь. Куртъ: 60 лет дръжа. род ему Дуло. а лет ему шегоръ вечемь. Безмеръ ~г. лет. а род ему Дуло. а лет ему шегоръ вемь. сii ~е князь. дръжаше княженїе обону страну Дуная. летъ. ~ф. ~(еi). остриженами главами. И потом прiиде на страну Дунаа. Исперих княз тожде и доселе. Есперих княз. 61 лет. род Дуло. а лет ему верени алем. Тервель. -к~а. лето. род ему Дуло. а лет ему текучитем. твирем. ~(ки). лет. род ему Дуло. а род ему дваншехтем. Севаръ. ~(еl). лет. род ему Дуло. а лет ему тохалтом. Кормисошь. ~(зi). лет. род ему Вокиль. а лет ему шегоръ твиремь. Сiи же княз измени род Дулов. рекше Вихтунь. Винех. ~з. лет. а род ему Оукиль. а летъ ему имаше Горалемь. Телець. ~г. лета. род Оугаинь. а лет ему соморъ. алтемь. И сïй иного рад. Оуморъ. ~м. днïи. род ему Оукиль а ему дилом тоутомъ.” (Az óbolgár kánok névsorának átirata.)
A Kelet-Európában letelepedett hunok az 5. század vége felé Bizánc szövetségeseként a keleti gótok és a gepidák ellen harcoltak, nem ritkán azonban szövetségesük birtokain is dúltak. A bizánci tudósítók ez időtől fogva (480.), miután alaposabban is megismerhették őket, már saját nevükön – bolgárok – is hivatkoznak rájuk, illetve onoguroknak is címezik őket a hun szövetség ágazatának egyike nyomán. A szóban forgó ágazathoz – mint nevéből (on ogur: tíz[ek] ágazat[a]) is kiderül – kezdetben tíz nép tartozott. A különböző felsorolásokban szereplő elferdített nevek közül több-kevesebb bizonyossággal azonosítható az ujguroké, a türköké, az avaroké, az oguzoké, avagy kunoké, a berszileké, a kazároké, a bolgároké és a szabaroké.
Az 527–528. évben a Krími-Boszporosz közelében lakó bolgárokon – a források hunoknak nevezik őket – Gordasz (Γορδας) nevű királyuk uralkodott. Bizánccal szövetkezve megkeresztelkedett, s hazatérve népét is meg akarta téríteni. Összetörette s beolvasztatta aranyból és ezüstből készült istenképeiket. A természethívő bolgárok vallási vezetői fellázadtak ellene, megölték, és testvérét Mouageriszt (Μουαγερης) választották uruknak. E történetet, illetve főszereplőinek nevét Jóannész Malalasz és Hitvalló Szent Theophanész is feljegyezte. Moravcsik Gyula úgy véli, hogy a Mouagerisz név, a krónikáinkban szereplő Magor személy-, illetve Megyer törzs-, valamint a hetumoger népnév kapcsolatban lehet egymással. „Kutatásaink végeredményeként tehát megállapíthatjuk, hogy a bizánci krónikás feljegyezte Muageris a kutrigur nép királya volt. Minthogy pedig a név a névadó ős, illetőleg a Megyer törzs nevével megegyezik, ez az egyezés a kutrigurok és az ősmagyarság közti esetleges kapcsolatokra irányítja a figyelmünket.” (Lásd még: A „magyar” szó etimológiája.)
Prokopiosz, illetve Iordanes feljegyezte a bolgárok eredetmondáját is. E monda szerint a hun király két fia, Utrigur és Kutrigur, egy szarvast követve átkeltek a Kimmériai Boszporoszon (Kercsi-szoros), s a mese szerint tőlük származik az utrigur és kutrigur nép. (Lásd még: Hunor és Magor.)
A haladzsok, avagy heftaliták vándorlása az 5. század közepén, illetve a türkök államalapítása és terjeszkedése a 6. század közepe táján, újabb népmozgást indított el Közép-Ázsiából Európa felé. A szabarok a 463., az avarok és a kazárok pedig az 555. évben tűntek fel a Keleti-Kaukázus vidékén. Az avarok utóbb nyugat felé vonultak – legyőzték a szabarokat, leigázták a bolgárokat és a keleti szlávok közé sorolt antokat –, s az 567–568. évben elfoglalták a Kárpát-medence területét.
Az 545. év táján – tehát még az avarok megjelenése előtt – a perzsák elűzték a szabarok egy részét a Keleti-Kaukázusból. A menekülők egy része a bolgárok keleti szárnyához csatlakozott, s ennek nyomán a bolgárok birodalma kettészakadt. Keleti részét öt ogur törzs uralta (utrigurok), a nyugatit pedig hat (kutrigurok). Bizánci forrásokban az 547. esztendőben tűnik fel e társulások – a korábban hun vagy bolgár néven emlegetett népességek – neve. Az utrigurok az 560. év táján az avarok igája alá jutottak, s uraikkal karöltve leverték, hódoltatták a szaragurokat, barszilokat, kutrigurokat, valamint a keleti szlávok közé sorolt antokat. Az utrigurok birtokait utóbb, az 568. évben, a terjeszkedő Türk Birodalom kebelezte be.
Az avarok az 562. évben már az Al-Dunánál ütötték fel sátraikat. Uralmuk alá hajtották a Visztula, Elba és Odera mentén lakó szlávokat, és seregeik többször is eljutottak a Rajnáig, illetve a frankok birodalmáig. Az 566. évben szövetséget kötöttek I. Sigebert, frank királlyal. Az 567. évben az avarok kezére jutottak a Kárpát-medencében letelepedett gepidák birtokai, majd a következő esztendő tavaszán a longobárdok dunántúli uradalma is. Az avarok Kárpát-medencei központú birodalma ekkor az Elbától, illetve az Alpok és a Száva vidékétől a Donig terjedt.
A türkök birodalma a 628–630. évben összeomlott, s az utrigurok (az 576. év óta a bizánci források onoguroknak nevezik őket) megszabadultak a türkök igájától. A Dulo nemzetséghez tartozó Kuvrat elszakította a kutrigurokat az avaroktól, egyesítette a bolgárok keleti és nyugati szárnyát, és a 635. év táján megalapította a bolgárok első önálló államát. Bizánci forrásokban e birodalom Nagy Bulgária, Onoguria, Régi Nagy Bulgária néven szerepel.
Kevéssel Kuvrat halála (665.) után a belső viszály, illetve a kazárok terjeszkedése nyomán a bolgárok birodalma elveszett. Kuvrat idősebbik fia, Batbaján, ki a Dontól keletre letelepedett bolgárokat uralta, helyben maradt, elismerte a kazárok fennhatóságát.
A Don és a Dnyeper között élő bolgárok keleti szárnya – fejedelmük hagyomány szerint Kuvrat második fia, Kotrag – a 750. év táján elszakadt az arabok által szorongatott kazároktól, az Urál hegység, illetve a Volga vidékére költözött, s ott megalapította Volgai Bolgárországot. A mai Tatárföld és Csuvasföld köztársaság, lakosságát tekintve, részben e bolgár csoport, részben szabarok, eszkilek stb. utódja.
A harmadik bolgár csoport, melyet Kuvrat legkisebb fia, Aszparuh vezetett, nyugatra költözött. Először a Dnyeper és az Al-Duna közötti pusztákat foglalta el. Miután a 680. évben sikeres háborút vívtak Bizánccal, az Al-Dunánál, a mai Dobrudzsában telepedtek le. Később elfoglalták Moesia superior tartományt, s a 681. évben a Bizánccal, illetve IV. Kónsztantinosz császárral kötött szerződés megerősítette őket birtokaikban. Ezen évet tekintik az Első dunai bolgár birodalom, illetve a mai Bulgária alapítási évének. Hatalmuk csúcspontján a dunai bolgárok nem csupán a Keleti-Balkánt tartották ellenőrzésük alatt, hanem például a Kárpát-medence egy részét is. Az avarok birodalmának széthullása után az Alsó-Tisza vidékét és a Maros völgyét vették birtokba.
A negyedik bolgár csoport – fejedelmük Kuver – a 677. évben az avarok országában telepedett le. A kettős honfoglalás elmélete szerint ők képviselték a magyar honfoglalók első csoportját. A Szerémségben letelepedett bolgárok 685. körül fellázadtak avar uraik ellen, menekülniük kellett, s egy balkáni kitérő után végül a dunai bolgárok országába nyertek bebocsátást.
Az ötödik bolgár csoport – e népesség a Kárpát-medencében lakott –, a 631. évben összeütközésbe került az avarokkal. Egy részük a frankoknál keresett oltalmat, I. Dagobert király azonban orvul leölette őket. Másik részük 662. körül, az avarok országából kiűzetvén, Alcek vezetésével előbb a vendek birtokain, azután (665. táján) Ravenna környékén szerzett magának lakóhelyet. Később a mai Molise és Campania környékén telepedtek le.
A kazárok – ászik, bolgárok, szabarok stb. szövetsége – kezdetben a Keleti-Kaukázus vidékét birtokolták, utóbb (a 678. év táján) azonban bekebelezték a bolgárok területeit, s befolyásukat kiterjesztették Közép-Ázsia egy részére is. Amikor Khoraszmia a 712. évben az arabok kezére jutott, az ott élő aorszok – az ászik egyik törzse – a kazárok országában leltek menedékre. A kazárokat Bizánc nem egyszer – szövetségük, illetve egykori hűbéruraik nyomán – onoguroknak, türköknek is címezte.
A 795. esztendőben, a fejedelem – Makkay János szerint Attila – halála után hatalmi harcok dúltak az avarok országában. A legfőbb vezetőket megölték, s a főemberek széthúzása okán – közrejátszhattak ebben a frankok is mint felbujtók – a nép pártokra szakadt. A nyugaton elő néprész meghódolt a frankoknak, s hűbéres fejedelmeinek uralma alatt folytatta életét. A keleti néprész megőrizte függetlenségét, s testvérnépnél, a kelet-európai magyaroknál keresett menedéket. Az avarok utóbb a magyarok köznépévé lettek, s nevüket székhelyire, székelyre változtatták.
Az utolsó csapást, állítólag, Krum, bolgár kán hadjárata jelentette az avarok számára. A bolgárok fő célja azonban nem az avarok politikai és katonai hatalmának végleges megdöntése, hanem emberi erőforrások és az erdélyi aranybányák megszerzése volt.
A 827. évben Omurtag, bolgár kán hajóhadat, illetve csapatokat küldött a Duna- és a Dráva-menti területeken mozgolódó szlávok, illetve az őket támogató frank seregek leverésére. A bolgár had a 827. évben, illetve két év múlva egy újabb hadjárat során, legyőzte a frankokat. A bolgárok ez időben foglalták el a Szerémséget, valamint a Délvidéken is egy határ földet, valószínűleg az Alsó-Tisza vidékét és a Maros völgyét. A Duna és a Tisza között, vélhetően a Bácskában – a feljegyzések szerint e helyen egy cozar nevű nép lakott – gyepűt alakítottak ki. A szóban forgó területek a bolgárok kezén maradtak a magyarok bejöveteléig.
A 830. év táján vallási belháború ütött ki a kazárok országában. A lázadásban részt vevő ászik, közelebbről aorszok – arab forrásokban nevük al-Arsiyya, al-Arsiya, As-yah, al-Ursiyya, al-Larisiya, al-Orsiyya és Ors – elpártoltak a kazároktól, kavaroknak (καβαροι) nevezték magukat, és csatlakoztak a szabarok egy csoportjához, kik ugyanekkor szakadtak el a kazároktól. A két csoport szövetsége, az újsütetű nép magyar (arab forrásokban al-Maggariya, badzsgird, bajdzsirt, basgird, basgurd stb.) néven írta be magát a történelembe, a bizánciak azonban leginkább csak türköknek (tourkoi) nevezték őket. VII. Kónsztantinosz, bizánci császár munkájában – De Administrando Imperio – felbukkan velük kapcsolatban a szavartoi aszfaloi (σαβαρτοι ασφαλοι: állhatatos szavarok) szókapcsolat is.
Abu Ubajd al-Bakri és Harbi al-Himjari az onogurokról, vagyis a magyarokról (al-Unguluš) többek között ezt mondja: „hum nāqila min Hurāsān”, azaz „ők bevándorlók Horászánból”.
A kavarok három törzsének, Bulcsú harka beszámolója szerint, egyetlen fejedelme volt, és a kavarok a magyarok seregében az elővédet alkották. Ókori szokás szerint a legutóbb csatlakozott, illetve hódoltatott csoportnak a vezérnép seregében az elővéd szerepe jutott. A magyarok (ungari) és a kavarok (cowari) a 881. évben már a Bécsi-medence területén harcoltak I. Szvatopluk, morva fejedelem szövetségeseként a frankok ellen.
A kavarok között – arab tudósítók beszámolója szerint – nagy számban voltak muszlim vallásúak is.
A 968–969. évben I. Szvjatoszláv győztes hadjáratot vezetett a magyarok és a volgai bolgárok elszakadása (922.) után végzetesen meggyengült kazárok ellen. A kazár nagyhatalom megszűnt, a Volga és a Don között élő pusztai népek kijevi fennhatóság alá kerültek.

## A hun–magyar rokonság elmélete
A hsziungnuknak, valamint a hunoknak (Attila népének, bolgároknak) nevezett népesség, illetve a magyarok kapcsolatának kérdését számos tudományág szakértői – régészek, nyelvészek, az örökléstan szakemberei stb. – tanulmányozták már.
A régészek a tárgyi emlékek hasonlóságában látják megtestesülni a rokonság fogalmát, a nyelvészek számára általában a nyelvszerkezet stb. hasonlósága jelent rokonságot. Az örökléstan kutatóinak a rokonság származás szerinti kapcsolatot, azonos eredetet jelent, s a különböző népességek rokonságának mértékét az azonos eredetű egyének aránya szerint állapítják meg. Következésképpen a „rokonság” kifejezés esetenként mást és mást jelenthet.
A hun–magyar rokonság legkevésbé vitatott – bizonyító erejét tekintve azonban legkevésbé meggyőző – vonatkozása a műveltség, a szokások és hagyományok hasonlósága. A hsziungnuknak és a hunoknak nevezett népesség képviselői, nem különben a magyarok, nagyobb részben lovas pásztorok voltak, s műveltségük, szokásaik, hagyományaik is életmódjukhoz igazodtak.
A magyar történetírás kezdetétől a 18–19. századig a magyarok és a hunok közös eredetének tanát – hazánkban és külföldön egyaránt – általában fenntartások nélkül elfogadták. A nyelvészek azonban – a finnugor nyelvrokonság elméletére alapozva – kimunkáltak egy szinte kizárólagosan nyelvészeti érveken alapuló feltevést. E feltételezés szerint a magyar nép, pontosabban a honfoglaló magyarok az Urál vidékéről, a finnugor őshazából vándoroltak jelenlegi lakóhelyükre. Nyelvészeink – elgondolásukat a hazai történészek egy része is elfogadta – a hun származás eszméjét feltevésükkel nem tudták összeegyeztetni. Ennélfogva a hunok és a magyarok rokonságának lehetőségét elvetették. A magyarok hun hagyományát pedig – mivel létezését nemigen lehet tagadni – idegen eredetűnek, hatalmi érdekeket szolgáló koholmánynak stb. minősítették.
Bóna István a magyarok hun hagyományáról így nyilatkozik: „A magyar hun legenda – a 13. századi Kézai Simon irodalmi alkotása – még az utóbbiból [Iordanesnek Priszkosz rétor munkájából vett idézeteiből] is alig merített, az Attila néven kívül nincs sok köze a hunok valóságos történetéhez.”
Az Árpád-ház hagyományai Makkay János szerint ősi örökségben gyökereznek, nem pedig a középkori krónikások képzelgéséről vagy külföldi átvételről van tehát szó. „Lehet gondolni arra is, hogy az egész meótiszi Hunor–Magor történetet a bölcselkedő Kézai találta ki és csapta oda a régi magyar krónikák bevezetője elé. Bölcsebb azonban arra gondolni, hogy az Árpádok és Árpád népének szokásai, hagyományai a sztyepp iráni és iránival, szkítával kevert türk örökségében gyökereznek. Kézai önkényes szerzősége ellen szól az is, hogy Anonymusnak a csaknem egy évszázaddal korábban, 1200 táján átírt ősgesztájában a várépítő Borsot szarvas vezette arra a hegytetőre, amelyen aztán Zólyom, illetve Bars várát fölépítették. Szent Lászlónak és bátyjának, Géza királynak a 12–14. századi krónikás hagyomány szerint egy csodaszarvas mutatta meg a helyet, ahol a Boldogságos Szűz váci egyházát kellett felépíteniük.”
Fodor István egyik dolgozatában tagadja még ama, történészeink körében általánosan elfogadott tényt is, miszerint a későbbi honfoglalók bolgárokkal, azaz hunokkal (ha úgy tetszik Attila népével) éltek együtt a kazárok kötelékében. „Az első magyar lovascsapatok minden bizonnyal 862-ben vonultak át a Duna–Tisza völgyén, amikor itt már híre-hamva sem volt a híres Attila népének. De nem találkozhatott e két nép korábban, keleten sem: a hunok jóval délebbre vertek tanyát az Európa s Ázsia határvidékén elterülő sztyeppéken, mint a mi őseink. Sem a történeti, sem a régészeti adatok nem valószínűsítik tehát, hogy e két népesség valaha, akár rövid ideig is, együtt élt volna s köztük bármiféle rokonság alakulhatott volna ki.”
Fodor, őstörténetünket taglaló, közel 30 oldalnyi tanulmányában, jóval részletesebben értekezik a honfoglaló magyarokról. Magyarázatot ad többek között a Csodaszarvas mondájára, s hogy az egykorú források által rendszerint törököknek nevezett honfoglalók hogyan őrizhették meg finnugor anyanyelvüket stb.
Fodor szerint az i. e. 8–7. században – szállásterületük ekkor a nyugat-szibériai erdős puszta övében, az Irtis, Isim és Tobol folyó környékén volt – a magyarok „már jó ezer esztendeje termelőgazdálkodást folytattak, szántottak-vetettek és állatokat tartottak. Ez ugyanis alapvető feltétele volt a nomadizmusra való áttérésnek.” Őseinknek, Fodor szerint, már ekkor volt, az obi-ugorok hagyományaiban is fellelhető Csodaszarvas-mondájuk.
Ami pedig a magyarok további sorsát illeti, Fodor szerint átkeltek az Urál vonulatain, s a Belaja folyó környékén telepedtek le. Onnan azután, a 750. év táján ismét elköltözött a magyarság nagyobb része, s a Don–Donyec környékén telepedett le. „Itt a kazár kagán alattvalói lettek…”, s száz év múltán Etelközbe vándoroltak.
Miként őrizhették meg magyarjaink finnugor nyelvüket iráni és török nyelvű környezetben, arról Fodor ekként szól: „… a magyar nyelv különlegessége a steppei környezetben mindkét oldalról megnehezítette a kommunikációt: egyrészt a magyarok nehezen tanulták meg szomszédaik iráni vagy török nyelvét, de számukra is komoly erőfeszítést igényelt a magyarok nyelvének elsajátítása. Ez a kommunikációs gát valóságos védőburkot vont az ősmagyarság köré, segítette az említett etnikai endogámia fenntartását is, valamint a magyar anyanyelv megőrzését is.” (…) „Ebből a szempontból annak sincs jelentősége, hogy 1930-as könyvében Németh Gyula a hét magyar törzsnévből ötöt török eredetűnek vélt. A török nyelvi környezetben élő magyarság körében ugyanis etnikai tartalom nélkül is keletkezhettek törzsnevek, a törzs tagjainak nyelve és etnikuma ugyanis nem volt föltétlenül azonos az uralkodó nemzetség és a katonai kíséret etnikumával. Mindennek legfőbb bizonyítéka az, hogy a magyarság megtartotta finnugor eredetű nyelvét, és nem törökösödött el. (És nem is volt kétnyelvű, amint azt sokan még ma is gondolják Bíborbanszületett Konstantin szavaira hivatkozva, hiszen a kétnyelvűség a beolvadás előtti utolsó lépcsőfok. Arról van itt csupán szó, hogy a magyar arisztokrácia – anyanyelve mellett – természetszerűen beszélte a környezet török nyelvét is.)”
Nevezett szerző néhány év múlva ekképpen nyilatkozott: „Nincs okunk tehát megváltoztatni azt a korábbi feltevésünket, hogy valamikor 750 körül az Urál-hegység és a Volga közti területen élő korai magyarság – bizonyára egy számunkra ismeretlen katonai konfliktus miatt – kettévált, s egyik része a Volgán átkelve a Don–Donyec körzetében vert tanyát, majd ezt követően a kazárok földjén vagy közvetlen szomszédságukban élt tovább. Ők a későbbi honfoglalók, akik nagyjából 850-től 895-ig a Dnyeper és a Kárpátok közti Etelközben éltek.”
Romsics Ignác tömören összefoglalta a magyarok eredetével kapcsolatos feltevéseket, elméleteket és kutatásokat. Munkája nagyjában-egészében tárgyszerű, ám egyéni meggyőződése szerint mond ítéletet a különböző nézetekről. A szerző tudniillik, állítása szerint, törekedett annak érzékeltetésére, mit tart a különböző tudományágak eredményei alapján elfogadhatónak, mit okkal feltételezhetőnek, s mit a hiedelmek körébe sorolandónak.
Vásáry István „megalkotott hagyománynak” nevezi a hun–magyar és a szittya–magyar rokonság eszméjét. Vélekedése szerint a szkíta eredet hagyományával – minthogy ennek gondolata csupán történelmi közhelyeken alapul – „egyhamar végezhetünk”. Szerzőnk a hun származás tudatát nyugati eredetűnek tartja. Szerinte a magyar felső rétegek, a hűbéri nemesség, a kitalált hun–magyar vérközösség hitével akarta összekovácsolni a nemzetségek és törzsek tagjait.
A nyelvészek a magyar nyelvet a finnségi és ugor néven összefoglalt népek nyelvével rokonítják. Egy részük mindazonáltal nem zárkózik el ama feltevéstől – bár ezzel kapcsolatban igen nehéz tényszerű, illetve pártatlan véleményeket találni –, miszerint a honfoglalók, legalább részben, törökül vagy törökül is beszéltek. A magyar főemberek jobbára törökös neve – Géza (Geikcsi), Vajk (Bajik), Zolta (Dzoltai) stb. –, továbbá a török méltóságnevek, pl. gyula, kende, nem a legerősebb érvek a mondottak alátámasztására. A törökös törzsnevek – a hét közül négy: Tarján, Jenő, Kér, Keszi – azonban már többet nyomnak a latban. S a Megyer vezértörzs neve is inkább törökös–magyaros, mint színmagyar. Nyelvünk szabályai szerint ugyanis Megyer helyett inkább Magor alakú szót – lásd: Hunor és Magor – várnánk. S a mondottakat erősíteni látszik még az egykorú források tanúságtétele is. A szkíta eredetű kavarokat nyelvészeink és történészeink jobbára törököknek tartják.
Az archeogenetika fejlődésével a honfoglaló magyarok kutatása új eredményekre jutott. 2022 májusában Török Tibor és Neparáczki Endre archeogenetikusok mintegy harminc társukkal tanulmányt tettek közzé a Current Biology című nemzetközi szaklapban, amelyben a mitokondriális DNS genetikai vizsgálata alapján kimutatták, hogy a honfoglaló magyarok magját képező népesség finnugor származású volt.
48 mintát vettek 19 honfoglaláskori „szállási” temetőből, illetve 65 mintát 9 köznépi temetőből. A genomot, vagyis a minták teljes örökítő információját vizsgálták, majd összevetették 2700 másik archaikus genommal.
A vizsgálat legfontosabb megállapításai a következők voltak:
- A honfoglaló magnépesség genomja nagyon hasonló a mai baskírokéhoz és tatárokéhoz.
- Közvetlen forrásokból 50% manysi, 35% szarmata és 15% hsziungnu/hun genom modellezhető.

Török Tibor (az SZTE Genetikai Tanszék és az Magyarságkutató Intézet Archeogenetikai Kutatóközpontjának munkatársa) 2023 áprilisában Szentendrén egy konferencián így ismertette eredményeiket:

„Kiderült, hogy a manysik többszörösen közelebb állnak a honfoglalókhoz, mint a többi vizsgált nép. […] A manysik ősei lehettek ősei a honfoglalóknak, fordítva viszont ez nem igaz. A nyelvészeti hipotézis tehát ül. A honfoglaló magyarok magnépessége finnugor származású volt. Gyakorlatilag igazoltuk genetikailag a finnugor elméletet.”

– Török Tibor előadása

Az archeogenetikai vizsgálatok a fentiek alapján úgy bizonyították a finnugor rokonságot, hogy egyidejűleg alátámasztották a honfoglaló magyarok és a hunok közötti közötti genetikai kapcsolatokat is.

## A hunok nyelve
A hun nyelvnek csupán egyes szavai – elsősorban nevek és címek – maradtak fenn. A szakemberek többsége ezek alapján a hunok nyelvét a török nyelvek közé sorolja. Többek között így vélekedik Németh Gyula és Omeljan Pritsak is, kik a főemberek nevének stb. elemzése alapján köztöröknek minősítik a hunok nyelvét.
Paul Pelliot, illetve Ucsiraltu nyelvészprofesszor – utóbbi szerző kínai forrásokban 600 hun szót talált – a hunok nyelvét a mongollal rokonította. Kara György e feltevést megalapozatlannak minősítette, s Ucsiraltu munkáját kemény bírálatban részesítette.
Harmatta János a hotani szakák nyelvével rokonította a hun (türk) nyelvet. A hunok és nagykirályaik című kötet fényképeinek egyikén-másikán Harmatta hun feliratokat vélt felfedezni – jóllehet, amint erről bárki meggyőződhet, ilyeneknek ott nyoma sincs –, és iráni nyelven, úgymond, el is olvasta őket.
Mások szerint a hunok nyelve a mandzsu–tunguz nyelvekkel, illetve a finnugor nyelvek közé tartozó hantival van rokonságban. Megint mások, például Ligeti Lajos és Edwin Pulleyblank paleoszibériai nyelvekkel állítják párhuzamba a hunok nyelvét.
Bár a szóban forgó kérdés megnyugtató rendezése a jelenlegi ismeretanyag alapján aligha lehetséges, valamennyi rokonítási kísérlet az eurázsiai makrocsaládba sorolt nyelvekkel – ide tartoznak a finnugor nyelvek is – kapcsolja össze a hunok nyelvét.

## A hunok hadművészete

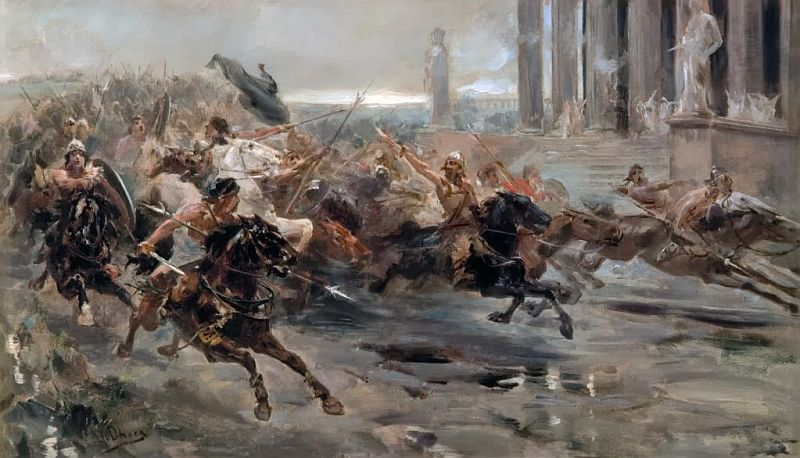
A hunok megszállják Rómát, a Nyugatrómai Birodalom fővárosát – Ulpiano Checa festményén (1887)

A hun hadművészet változott az idők múlásával. Attila uralkodása előtt a pásztorkodó lovasnépek harcmodora volt jellemző, hatalomra kerülése utáni pedig a letelepedett népekre jellemző gyalogos hadászat. A változás természetesen nem egyik napról a másikra következett be, s kölcsönhatásoktól sem volt mentes. A változás akkor következett be, amikor Attilát trónra segítette az addig politikai és gazdasági hatalomból nem részesedő germán katonai elit. Az összekötő kapocs pedig zsákmányszerzés, a megszerzett javak elosztása, védelme és biztosítása volt.
A hun lovas hadművészetet hegyekből lezúduló szélviharhoz („ut turbo montibus celsis”) hasonlították. A hunok harcmodora a következő volt. Nem nagy tömegekben támadtak, hanem 500–1000 fős csapatokban. A közelharcot lehetőleg kerülték. A csatát sűrű nyilazással kezdték. Ezzel egyrészt megbontották ellenségük harcrendjét, megtizedelték sorait, másrészt letörték ellenfeleik harci kedvét. Amennyiben az ellenség közel került, akkor színlelt megfutamodással maguk után csalták, és lesben álló csapataikkal rárontottak, vagy üldözőiket összezavarták – a szétszóródott hun csapatok újra hadrendbe tömörültek –, és a megzavarodott ellenségre rohantak. Nagyszámú váltólovat is vittek magukkal. Ennek két célja volt. Egyrészt a csatába lehetőleg pihent lovon indultak, másrészt a váltólovak szállították nyilaikat, és így a harcosok folyamatosan tudtak nyilazni ellenségükre.
A hun hadászat a következő elveken alapult. Az ellenfelet addig zaklatni, míg döntő csatára kényszerül. Az ellenállást teljesen felszámolni; a lakosságot megfélemlíteni; az ellenállási gócokat kíméletlenül összezúzni, egészen addig, míg be nem következik a feltétel nélküli megadás. Fontos szerepe van a gyorsaságnak és meglepetésnek, mert a harcosok hirtelen felbukkanása bénító hatású az ellenség harckészségét illetően.
A hunok lovascsapatainak egyik legnagyobb erőssége a mozgékonyság volt. Attila hadseregében a gyakorlott, kis létszámú hun lovasság helyett nagyobbrészt germán gyalogos osztagok szolgáltak, s ezek határozták meg hadjáratainak sikerét. Jól példázza a mondottakat a hunok 447. évi bizánci hadjárata. A nehézkesen mozgó sereg nem érte el időben a romos falakkal körülvett Konstantinápolyt. S bár az Utus folyónál Attila győzelmet aratott, nem tudta ellenfelét teljesen megsemmisíteni. A mondottaknak, mindazonáltal, némileg ellentmond, hogy az ókori leírások szerint a gótoknak, illetve alán szövetségeseiknek nehézlovasságuk is volt.
A hunok fegyverzetéről, harcmodoráról stb. jóval részletesebb, illetve tárgyilagosabb leírást ad Pintér Nagy Katalin munkája.

## A hunok régészeti hagyatéka

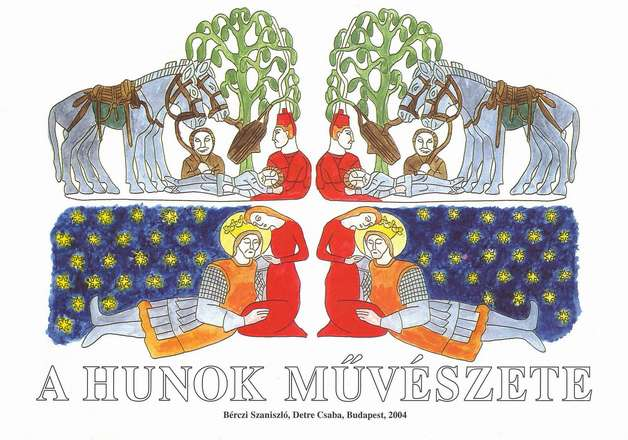
A hunok művészetét bemutató füzet borítóképe

A hunoknak nevezett népesség vándorlásának útját világosan kirajzolja régészeti hagyatékuk: áldozati üstjeik, kabócát utánzó ruhakapcsaik, aranyból készült fejdíszeik, méltóságjelvényeik és csatjaik. A hunok főembereinek körében elterjedt volt – e szokást más népek, pl. a perzsák, a kusánok, az ászik, s utóbb a hunok gemán szövetségeseinek előkelői is gyakorolták – a mesterséges koponyatorzítás.
Bóna István szerint „Hun köznépi temetőket nem ismer a régészet, mivel a »hunok« valójában egy fiatal férfiakból álló mozgó, folyamatosan változó, gyarapodó hadsereg voltak, éppúgy, mint 800 évvel később a mongolok.”
A hun előkelők temetkezéseire jellemző volt a sírtól elkülönített sírmelléklet. Példaként a Pécs–Üszögpusztán előkerült leletegyüttest említhetjük, valamint a különösen gazdag nagyszéksósi lelet.
Egy hun előkelő sírmelléklete került elő Bátaszéken, Csornán pedig arany fejdíszt találtak egy női sírban. E rekeszdíszes arany fejdíszhez hasonlók a kelet-európai pusztán is előkerültek.
A hun korszak talán legismertebb tárgyai a két vagy négy darabban öntött, majd összeforrasztott bronzüstök. Ugyanilyen bronzüstök az ordoszi hsziungnuk régészeti hagyatékából is nagy számban kerültek elő. Magyarországon Törtelről és Hőgyészről ismerünk ép példányokat.

## A hunok megítélése a későbbi korokban

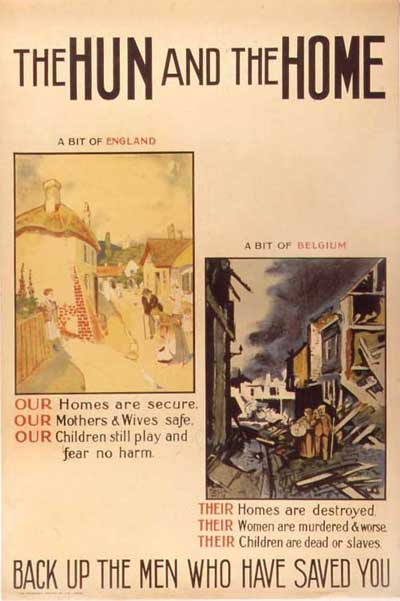
Németellenes felhívás

A kínai bokszerlázadás idején II. Vilmos német császár a Kínába induló katonákhoz intézett beszédben azt mondta, legyenek félelmetesek, mint a hunok. Erre alapozva az első világháborús brit és amerikai sajtó gyakran nevezte hunoknak a németeket, ha kegyetlenségüket akarta hangsúlyozni.
Párizsban ha az ember betér az Eiffel-torony környékén lévő Szent Leó-templomba, a diadalíven Attilát látja lován vágtatni I. Leó pápa ellen.
A hunok megítélése a mai köztudatban országonként változó. A kínaiak ma már elismeréssel szólnak a hsziungnukról, kikkel közel egy évezreden át harcoltak, tőlük a lovas harcművészetet eltanulták, és ezáltal államukat megvédték, megerősítették. A nyugati világban ezzel szemben máig ellentmondásos a hunok megítélése.
Mindenesetre elmondhatjuk, hogy az európai hun birodalmat megszervező királyok, Balambér, Ruga és testvére, a magyar himnuszban is szereplő Bendegúz, különösen pedig Attila idejében a hunokat nem csupán jelentős katonai erő, hanem magas fokú műveltség és fejlett állami élet jellemezte.

## További ismertetők
- Anonymous (2005): Huns Dateline
- Bakay Kornél (2004a): Őstörténetünk régészeti forrásai. I. Budapest
- Bakay Kornél (2004b): Őstörténetünk régészeti forrásai. II. Budapest
- Bakay Kornél (2005): Őstörténetünk régészeti forrásai. III. Budapest
- Bérczi Szaniszló (2000): Katachi U Symmetry in the Ornamental Art of the Last Thousands Years of Eurasia. Forma 15 (1): 11–28.
- http://www.scipress.org/journals/forma/pdf/1903/19030265.pdf Archiválva 2007. július 17-i dátummal a Wayback Machine-ben
- Bérczi Szaniszló (2013): Hun (Xiongnu) Scythian Art. Journal of Eurasian studies 5 (3): 10–24.
- Bérczi Szaniszló, Bérczi Katalin, Bérczi Zsófia and Kabai Sándor (2000): Coloring booklet series about the arts of central Eurasia with rich heritage of ethnomathematical ornamental arts (Special issue of Symmetry: Culture and Science). Symmetry in Ethnomathematics 12 (1–2): 231–239.
- Boldogkői Zsolt (2017): Genetikusok szerint a honfoglalók ősei hunok voltak, és a magyar az avarok nyelve lehetett. Hvg.hu
- Csáji László Koppány (2007): A sztyeppei civilizáció és a magyarság. Budapest
- Csomor Lajos (é. n.): Őfelsége, a Szent Korona I.
- Erdélyi István és Sugár Lajos (1982): Ázsiai lovas nomádok. Régészeti expedíciók Mongóliában. Budapest
- Érdy Miklós (2001): Hun lovastemetkezések. Székesfehérvár
- Ferenczy László (é. n.): Az ókori Kína és az északi nomádok (könyvismertető)
- Gamber, O. von (1978): Waffe und Rüstunk Eurasiens. Braunschweig
- Garam Éva (1995): A tiszafüredi avar kori temető. Budapest
- Ghirshman, R. (1964): Persia. From the Origins to Alexander the Great. London
- Götz László (1994): Keleten kél a Nap. Budapest. ISBN 963-8256-30-3
- Huszka József (1930): A magyar turáni ornamentika története. Budapest
- Iordanes in Kiss Magdolna (2005): Getica. A gótok eredete és tettei. Budapest
- Jettmar, K. von (1964): Die Frühen Steppenvölker. Baden-Baden
- Keller László (1998): A hunok társadalmi szerkezete. Untersuchungen zur Gesellschaft des Hunnenreiches auf kulturanthropologischer Grundlage (Studien zur Geschichtsforschung des Altertums, 3.) Kovács Verlag, Hamburg, 1998. 341 old. Aetas 1999 (3) (könyvismertető)
- Kiss Magdolna (2008): Gót vezéregyéniségek a Római Birodalomban. Pécs
- Kiszely István (é. n.): A magyar őstörténet kulcsa: a belső-ázsiai hunok
- Kiszely István (2000): A magyarok eredete és ősi kultúrája. Budapest
- Kiszely István (2001): A magyar nép őstörténete. (Mit adott a magyarság a világnak.) Budapest
- László Gyula (1974): A népvándorláskor művészete Magyarországon. Budapest
- Lukácsy Kristóf (1870): A magyarok őselei, hajdankori nevei és lakhelyei. Eredeti örmény kútfők után. Kolozsvár
- Magyarságtudományi Intézet (é. n.): Hunok/magyarok
- Marácz László és Obrusánszky Borbála (szerk.) (2009): A hunok öröksége. Budapest
- Naddeo, M. (2006): Ősi európai és magyar történelem, művészet, vallás és régészet. Magyar rovásírás, honfoglalás
- Nemeskürty István (1999): Attila – Isten kardja (tartalmi kivonat)
- Névtelen (2006): Hun áldozati üstöt találtak Balatonlellén. Index.hu
- Obrusánszky Borbála (2007): A hun–magyar rokonság buktatói. Múlt-kor
- Okladnyikov, A. P. és Martinov, A. I. (1983): Szibériai sziklarajzok. Budapest
- Priskos in Bury, J. B. (1996): Priscus fragment 8. Priscus at the court of Attila
- Rolle, R. (1980): Die Welt der Skythen. Luzern und Frankfurt
- Szergej Ivanovics Rudenko (1953): Kultura naszelenyija Gornovo Altaja v szkifszkoje vremja. Akagyemija Nauk SzSzSzR Moszkva i Leningrad
- Talbot-Rice, T. (1965): Ancient Arts of Central Asia. New York
- Thompson, E. A. (2003): A hunok. Szeged
- Tolsztov, Sz. P. (1950): Az ősi Chorezm. Budapest
- Várady László (1961): Későrómai hadügyek és társadalmi alapjaik. Budapest
- ↑ Erdély története: A hunok. In  Köpeczi Béla (főszerk) – Makkai László (szerk) – Mócsy András (szerk): Erdély története (három kötetben). Szász Zoltán (szerk). Budapest: Akadémiai Kiadó. 1986.   I 134–137. o. ISBN 963 05 4203 X